# الكوميديا الإلهية

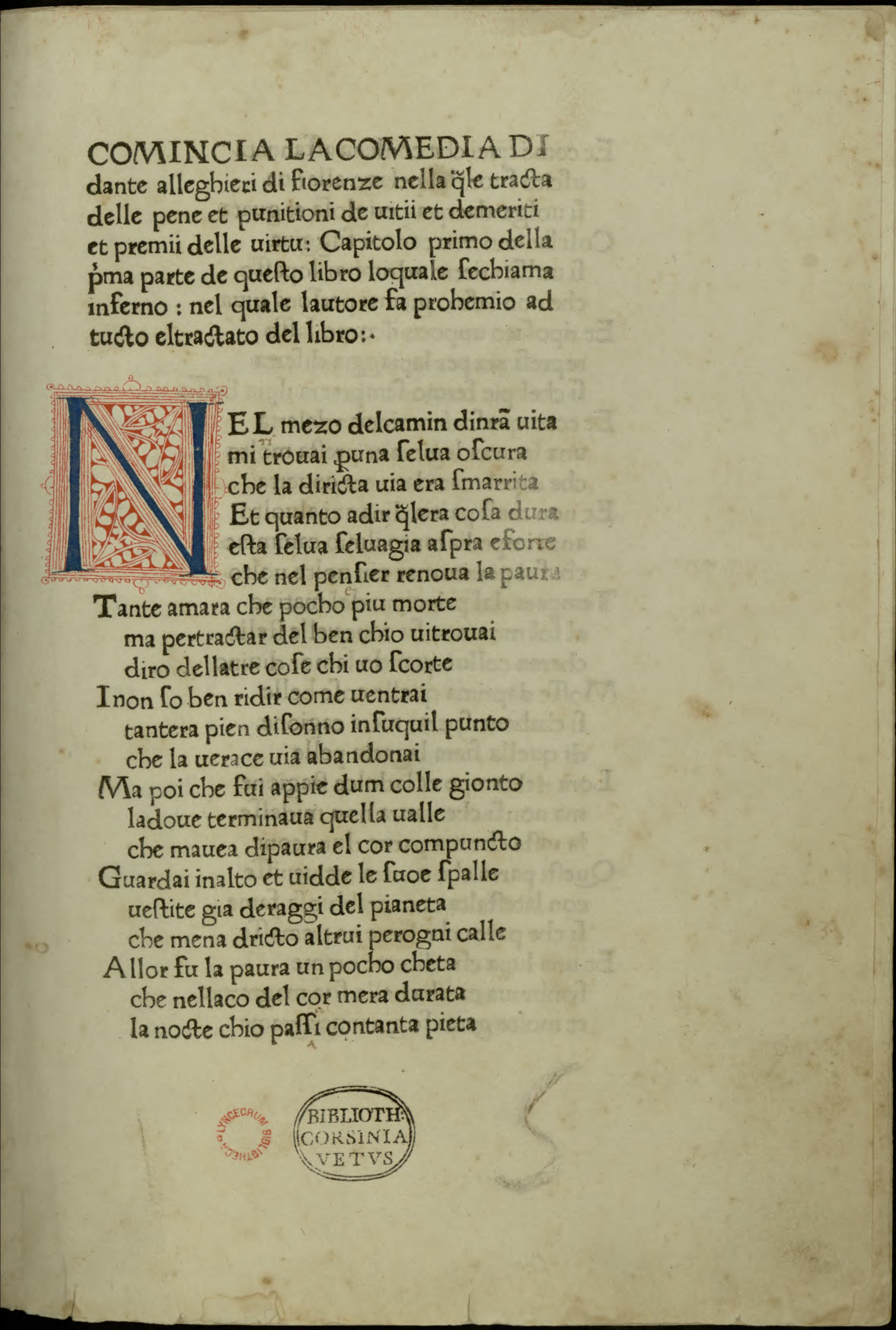
Comencia la Comedia, 1472

الملهاة الإلهية أو الكوميديا الإلهية (بالإيطالية: Divina Commedia) هي شعر ملحمي ألفه دانتي أليغييري ما بين 1308 حتى وفاته عام 1321. تعد الكوميديا الإلهية العمل الرئيسي لدانتي وهي من أهم وأبرز الملحمات الشعرية في الأدب الإيطالي وتعد ترجمة حسن عثمان لها أهم وأوسع ترجمة للعربية،  ويرى الكثيرون بأنها من أفضل الأعمال الأدبية في الأدب على المستوى العالمي. تحتوي الملحمة الشعرية على نظرة خيالية بالاستعانة بالعناصر المجازية حول الآخرة بحسب الديانة المسيحية، وتحتوي على فلسفة القرون الوسطى كما تطورت في الكنيسة الغربية (الكاثوليكية الرومانية). تنقسم الكوميديا الإلهية إلى ثلاثة أجزاء: الجحيم، المطهر، والجنة.
ويعد قسم الجحيم الأشهر في هذه الملحمة، ويتألف من 34 مقطعًا أو أنشودة، بينما يتألف كل من القسمين الآخرين من 33، أي أن الكوميديا الإلهية مكونة من 100 مقطع أو أنشودة ككل. وتتألف الملحمة من 14233 بيتاً شعرياً. الملحمة هي عبارة عن رحلة خيالية قام به دانتي في الممالك الثلاث «الجحيم والمطهر والجنة» في الآخرة بحسب أحداث الملحمة استغرقت أسبوع؛ يومان في الجحيم، وأربعة في المطهر، ويوم في الجنة.
ويتألف كل جزء من ثلاث وثلاثين قصيدة، بعدد متساوٍ من الأبيات، مضيفاً أنشودة في المقدمة ليصل الرقم إلى المئة رمز الكمال، وبطلها هو دانتي نفسه التائه عند مفترق الطرق وسط غابة مظلمة تغصّ بالذنوب، ويصف في قصيدته هذه عالماً أبدعه في مخيلته، فيه مكان للخير، وكذلك للشر الذي يراه الشاعر نتيجة للعجرفة المفرطة في سلوك أول ملاك تمرد على حكمة الرب، ويرى دانتي أن مصدر الشر هو الإنسان ذاته، إذ يقول في المطهر وفي القصيدة السادسة عشرة «إذا كان العالم الحالي منحرفاً وضالاً فابحثوا عن السبب في أنفسكم»، لأن الإنسان يبحث دوماً عن مصدر الشر فيما حوله منزهاً نفسه وملقياً المسؤولية على السماء. وتكمن المأساة، في رأي دانتي، في العقول النائمة، فالمدانون في الجحيم هم أولئك الذين فقدوا القدرة على التفكير والإدراك والفهم. وهو عندما ينظر إلى أعماق الإنسان يرى أن قلبه يتآكله الحسد والبخل والطمع.
يتصور دانتي موقع الجحيم بعيداً عن الإله الذي يشع نوراً، ويتصور المطهر جزيرة صغيرة وسطها غابة تنبض بالحياة وترمز إلى فردوس الإيمان على الأرض، فهو يصبو في قرارة نفسه إلى رحلة ارتقاء روحي نحو الكمال يقوده فيها ڤرجيل أولاً، ومن ثم بياتريتشه إلى العالم الآخر بهدف التقرب إلى الخير الأعلى والسكينة الدائمة. فالحقيقة الإلهية في نظر دانتي واحدة وإن اختلفت الديانات، حقيقة أعلنها الأنبياء وأولهم موسى. وكان دانتي يؤمن بوجود إله واحد أبدي يحرّك ولا يتحرك، وبأن هذه الحقيقة موجودة في الكتب السماوية ويمكن لأي إنسان أن يكتشفها إن أعمل عقله، وكان في الوقت ذاته يدافع عن طبقة حاكمة نبيلة تصل إلى السلطة بالعلم والفضيلة.

## الصفات والسمات
لقد كان مسقط رأس الشاعر الإيطالي الشهير «دانتي الليجييري» ب«فلورنسا» سنة 1265م والوفاة ب«راڤين» سنة 1321م. ولقد اشتهر عالميا بعمله الأدبي«الكوميديا الإلهية»، التي اخترقت سمعتها الآفاق، والتي ترجمت إلى معظم اللغات العالمية. ومما نعرفه عن هذا الإبداع الشعري الخيالي، الذي اصطلحنا على تسميته ب«الرسالة الإلهية»، وهو أنها قد ألفت ما بين 1307 و 1321م. وأنها كانت في بدايتها تحمل اسم «الكوميديا» فقط، استجابة للجنس الأدبي الذي بنيت عليه، والذي كان يتأسس على مبدأين: ينبني من جهة على أسلوب لغة دارجة، وسيطة، مفهومة من قبل العموم، ومن جهة أخرى، على النهاية السعيدة التي تتوخاها وتسعى إليها. ويعود الفضل للشاعر والأديب الإيطالي «بوكاس»، الذي جاء من بعد «دانتي» بنحو ربع قرن، في إضافة اسم «الإلهية»، لرسالة «الكوميديا» فأصبحت تعرف منذ ذاك الوقت، ب«الكوميديا الإلهية». والنص المرجعي الأساسي، لهذه الرسالة السماوية، المتواجدة بين أيدينا اليوم، يقوم بالأساس على طبعة «ليدوفيكو دولشِ» المنشورة سنة 1555م بعامية «فلورانسا». ونذكر بهذا الخصوص، بأن اللغة الدارجة التي حررت بها «الكوميديا الإلهية»، قد عملت على توطيد دعائم عامية «طوسكان»، كلغة إيطالية رسمية ناشئة. أما الجذور الحقيقية لهذه المحاولة اللغوية «الدّانتية» التوحيدية، فتتواجد بجزيرة «صقلية».
وجزيرة «صقلية» هذه، التي كانت موطنا للعرب المسلمين، لما يقارب ثلاثة مائة سنة (منذ دخول الأغالبة السُّنّيين إليها سنة 827م لغاية سقوطها على يد النّورمانديين سنة 1091م). فقد شهدت تجربة أدبية ونهضة علمية منقطعة النظير، في ربوع أوروبا القرون الوسطى. بالفعل لقد عاد هذا التراث الإسلامي بفضل كبير على بلد إيطاليا، التي لم تكن قد اكتملت وحدتها الترابية آنذاك. فأول محاولة للغة أدبية دارجة صريحة، كانت قد حصلت هنا في جزيرة «صقلية». وكان المؤثر والمولد الأساسي لهذه الظاهرة الأدبية، حسب المصادر الأوربية نفسها، ظاهرة شعراء الشعر الغنائي، الذين أطلق عليهم، في الأدبيات الأوربية الوسيطية، تسمية «طروبادور». وهؤلاء الشعراء يعرفون من قبل خبراء أدبيات القرون الوسطى، بكونهم عربا في الأصل وأن المصطلح اللاتيني «طروبادور troubadours»، هو في الأصل نقلا صوتيا للصيغة العربية «طَرَبُ الدّور». وكان يمثل هذه الظاهرة الغنائية، الشعراء المتجولين من أصول عربية أندلسية، إن لم نقل متوسطية، نسبة إلى مدن البحر الأبيض المتوسط المحيطة بأوربا ك: الأندلس و«صقلية»، و«مالطا»، و«قشتالة»، و«سردينيا»، و«كريت»، و«باليرمو»، و«تاورمينا»، و«ݣالياري»، و«قبرص»، والجزر الأخرى المحاذية لها.

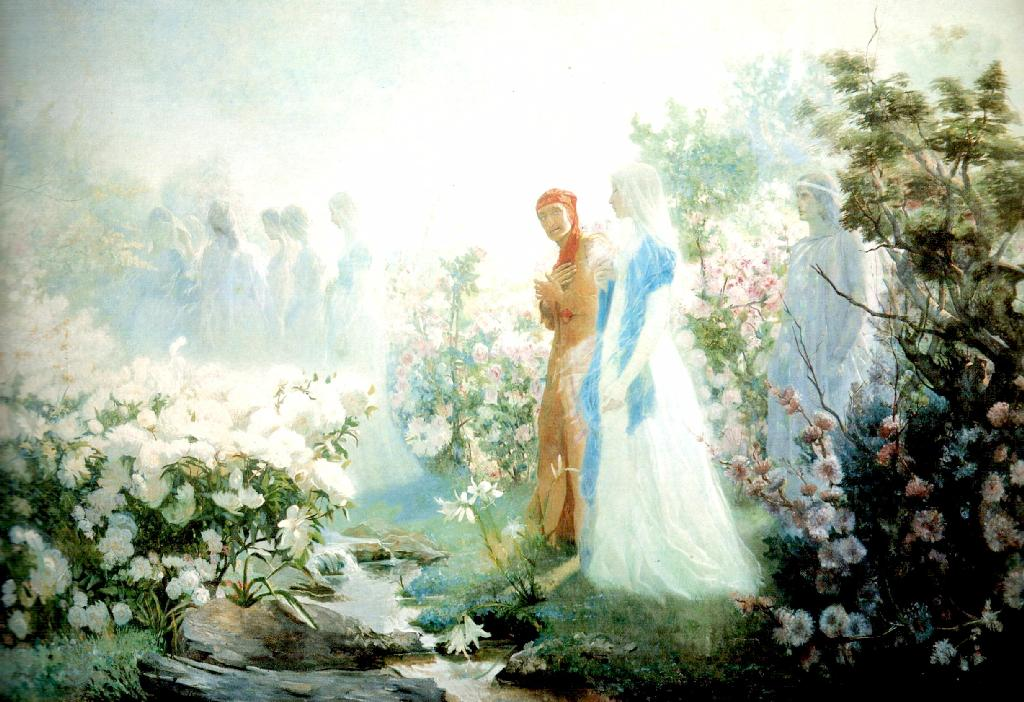
دانتي وبياتريس عام 1889 على ضفاف نهر النسيان ، عمل الرسام الفنزويلي كريستوبال روخاس.

ولقد ازداد هذا التأثير، في «صقلية» وتوطد، خصوصا إبان حكم الملك الجرماني، الإمبراطور «فريدريك الثاني»، الذي عرف بتأثره الكبير بالثقافة العربية الإسلامية. ومن هنا، أي من «صقلية» بالذات، انتقلت هذه الشعلة الأدبية نحو وسط إيطاليا فشمالها، لتأثر على كل اللهجات المستعملة. وإذا صح التعبير، على كل المنوعات اللغوية العامية ذات الصبغة الرومانية والأصول اللاتينية، ك:«لومباردي»، «فلورانسا»، «طوسكان» و«البندقية». ولقد حققت بهذه المناسبة، ولادة ما أصبح يسمى آنذاك ب«الأسلوب الجديد». وهنا يظهر «دانتي» على الساحة، كمنظر لغوي لما سيصبح ب«العامية الفصحى». هذه التي ستصبح مع مرور الوقت، القاسم المشترك للشعب الإيطالي بأكمله. إذن فالفضل يعود ل«دانتي»، في وضع الحجر الأساس، للغة إيطالية وطنية موحدة، في زمن كانت اللهجات الرومانية تتقاسم جغرافية إيطاليا تحت سلطة لاتينية الكنيسة الرسمية، التي كانت تدعى ب«لغة النحو والعلوم والآداب». ونلفت الانتباه بأن إيطاليا القرون الوسطى، كانت تتكون من عدة أقاليم ومدن جمهورية، مستقلة كل منهما عن الأخرى. ويقول المؤرخ والباحث الفرنسي «هنري فوڤيت» بهذا الخصوص، بأن «دانتي» قد نظم «الكوميديا الإلهية»، بلغة عامية فصيحة، في قالب شعري ثلاثي القافية، بحيث أن قافية البيت الأول كانت تأتي مناسبة للبيت الثالث، وقافية البيت الثاني، ملائمة للبيت الأول من المجموعة الثلاثية، التي كانت تأتي بعدها. ولقد قسم «دانتي» رسالته الشعرية السماوية، إلى ثلاثة مجموعات غنائية: فصل في الجحيم، وثاني في المطهر وثالث في الفردوس. وجاءت كل مجموعة مشتملة على ثلاثة وثلاثين نشيدا، باستثناء مجموعة الجحيم التي استهلت بنشيد استفتاحي إضافي رمزا للواحد المطلق، ولقد جاء تصور هذه الكوميديا على الشكل الهندسي التالي:
مركز الأرض الثابت في وسط الكون، ومن حوله تدور السماوات السبع:
سماء النجوم الثابتة.
المتحرك الأول، ومن دونه يوجد موطن الآلهة.
ويتواجد الشيطان الأكبر في وسط الأرض، تحت مدينة القدس، حيث يتمركز الجحيم. وتتفرع عن هذا الجحيم، خمس دوائر تتواجد عند مدخل المدينة الإلهية، وأربعة أخرى تقع خارجها. كما ثمة طرق تقود، من مقام الشيطان، بشكل معاكس، لمدينة القدس حيث يرتفع المطهر، الذي يشتمل على:
شط الجزيرة.
ما قبل المطهر.
والسطوح السبعة.
وعلى قمة المطهر تتواجد جنة عدن.
وهذا المطهر، يمثل مسرحا رهيبا، لكل من المتكبرين، والحاسدين وأصحاب الشره والنهم. لكن من أجل البلوغ إلى رؤية الإشعاع الإلهي، عليه أولا أن يتجاوز نهر النسيان رفقة المرشدة «بياتريس». وهكذا يصعد معها متجاوزا تسعة أفلاك. وهذه الأفلاك تأتي بعد: القمر، عطارد، الزهرة، الشمس، المريخ، المشترى، زحل، النجوم الثابتة، فالمقام الإلهي، أو سدرة المنتهى، حيث الإشعاع الإلهي. ومراتب هذه السماوات هي في الواقع الدانتي تمثيل للمراتب البشرية: أرواح بارة، أرواح خيرة، أرواح زاهدة، أرواح ذكية، أرواح شهيدة، أرواح عادلة، أرواح متصوفة، فمقام المسيح، ثم أخيرا، الإشعاع الإلهي.
وتستهل هذه الرسالة الإلهية بالأبيات التي ينشدها «دانتي» قائلا:«حين وصلت إلى منعطف طريق الحياة، وجدت نفسي في وسط غابة قاتمة. لقد أضعت الطريق السوي، ولست أدري كيف وصلت إلى هنا. لقد كنت مثقلا بالسهاد، حين فجأة تهت وضللت طريقي...». وهكذا فسرت هذه الكوميديا من موقعها الخارجي، باعتبارها قصة رمزية تمثيلية لاعتناق «دانتي» للمسيحية من جديد، خروجا من حالة الخطيئة الأولى، عبر التضرع وطلب المغفرة، لغاية الوصول إلى حالة الصفاء والتحرر، من الأدران البشرية لرؤية الثالوث المقدس.
وبالإمكان تلخيص هذه الرسالة السماوية بمجملها- متجاوزين لكل التفاصيل- فيما يلي: إن الوظيفة الأساسية للنص الشعري، الذي يؤسس مجمل بناء الكوميديا، بإمكاننا اختزالها في بضعة فقرات، فيما يتعلق بالمعنى الحرفي لها. فالشاعر «دانتي»، قد تواجد تائها في غابة قاتمة، وحاول عبثا أن يستدل على الطريق الصحيح. وفي حين حاول أن يتوجه صاعدا نحو تلة مشمسة، وجد نفسه أمام وحوش ضارية في وادي الظلال. حينئذ ظهر منقذ له في شخص الأديب الملحمي الإيطالي الشهير «ڤرجيل» صاحب ملحمة «الإنيادة». ولقد قاده كمرشد عبر طرق ملتوية نحو غايته. ولقد قاده في زيارة للمحكوم عليهم بالعذاب الأبدي في الجحيم، وصعد به فيما بعد، إلى جبل المطهر لغاية الفردوس. وهنا انتهت مهمته كمرشد، ليظهر مرشد ثاني في شخص «بياتريس»، هذه التي ستقوده من جديد، من سماء لأخرى لغاية جنة الخلد، ورؤية النور الإلهي.
حين نتناول الأفق المجازي، والمعنى التمثيلي لهذا النص، فإننا نذهب مع عدد من الدارسين المحققين، الذي رأوا في الوحوش الثلاثة التي ظهرت في بداية الكوميديا، الرموز التالية: الفهد الذي يمثل الثراء، الأسد الذي يمثل الغرور والذئب الذي يمثل البخل. وهذه المواصفات مجتمعة، ترمز إلى الرذائل الثلاث، التي تعتبر الأساس والجوهر لكل العاهات. وبالعودة لشخصية «ڤرجيل» فإننا نرى فيه رمزا يمثل في آن، العقل الإنساني والإمبراطورية الرومانية المسيحية. وفي شخصية «بياتريس» رمزا للّاهوت وللكنيسة المسيحية المبعوثة من جديد. وتعرض هذه الرسالة السماوية فيما تعرض له، لعدة شخصيات تاريخية، وزعتها حسب رؤية «دانتي» الدينية، إلى مجموعات وثنية، وثانية إلى مسيحية منبوذة، وثالثة دينية مسيحية، مقبولة. وهذه الأخيرة، تعتبر تاج الخلاص، والحقيقة اللّاهوتية الكنائسية المطلقة. ولقد عرض «دانتي» في هذه السياق، لعدة وجوه عربية إسلامية، حكم عليها جميعها، بالإقامة في مراتب ودوائر جحيمه. ولسوف نتناول هذا الجانب من «الكوميديا الإلهية»، في العرض اللاحق، حيث تتجه نيتنا إلى مقابلة هذا النص الدّانتي، بالنصوص التي غذته، وربطه بالمراجع العربية الإسلامية، التي كانت من وراء إخراجه إلى الوجود الأدبي.

## القصة
يقول بوكاشيو إن دانتي بدأ قصيدته بالشعر اللاتيني السادس الأوتاد- (ذي الستة تفاصيل)- ولكنه استبدل به اللغة الإيطالية، لكي تصل قصيدته إلى عددٍ أكبر من القراء. ولعله تأثر في اختياره بقوة عاطفته؛ فقد بدا له أن التعبير عن الانفعال باللغة الإيطالية أيسر منه باللغة اللاتينية التي طال ارتباطها بالحياة المدنية والقيود القديمة.
وكان في شبابه قد قصر اللغة الإيطالية على شعر الحب؛ أما الآن وقد جعل موضوعه أسمى فلسف، وهي افتداء البشرية عن طريق الحب، فقد خطر بباله أن يقدم على التحدث بلغة بلاده. وكان في وقت ماض غير معروف قد بدأ مقالاً لاتينياً لم يتمه سماه في فصاحة اللغة الشعبية، أراد به أن يغري الطبقة المتعلمة بالتوسع في استخدام اللغة القومية. وقد امتدح فيه جزالة اللغة اللاتينية وإحكامها، ولكنه عبر عن أمله في أن تسمو اللغة الإيطالية فوق لهجاتها العامية بفضل أشعار دولة فردريك، والأسلوب الجديد الذي ابتدعه شعراء التسكان واللمبارد القصاصون، فتصبح (كما ورد في المأدبة«غاصة بأروع التعابير وأجملها»). ولم يكن دانتي نفسه- الذي نعلم عن كبريائه ما نعلم- يتصور أن ملحمته ستجعل اللغة الإيطالية صالحة للتعبير عن أي غرض من الأغراض الأدبية، وأنها لن تكتفي بهذا بل ستسمو بهذه اللغة إلى درجة من العذوبة والرقة قلّما عرف لها العالم مثيلاً. ولم يبذل في إعداد قصيدة ما من الجهد مثل ما بذل دانتي في إعداد قصيدته.
وكانت نزعة إلى التثليث- تعبر عن الثالوث الديني المقدس- وتنم عن ضعف الشاعر هي التي عينت شكل القصيدة فجعلتها مؤلفة من ثلاثة أناشيد، كل نشيد ثلاث وثلاثون أغنية، تقابل سني حياة المسيح على هذه الأرض، تضاف إليها أغنية أخرى في النشيد الأول فتكون عدتها مائة كاملة. واعتزم أن يكتب كل أغنية في مجموعات كل منها ثلاثة أبيات، يتفق البيت الثاني من كل مجموعة ثلاثة أبيات، يتفق البيت الثاني من كل مجموعة في قافيته مع البيتين الأول والثالث من المجموعة التي بعدها. وليس ثمة ما هو أكثر تكلفاً من هذا، ولكن ما من فن يخلو من التكلف، وخير ما يمكن أن يصنعه الفنان أن يخفي تكلفه؛ وهذه القافية الثلاثية تربط كل أغنية بالتي تليها، وتؤلف منها كلها أغنية واحدة متصلة، تنساب في لغتها الأصلية انسياباً سهلاً على اللسان، ولكنها إذا ترجمت تعثرت وبدت كليلة. ولقد ندد دانتي مقدماً بكل ترجمة لقصيدته، فما من شيء يسري فيه توافق الاتصال الموسيقي يمكن أن ينقل من لغته الأصلية إلى لغة أخرى دون أن يفقد حلاوته وتوافقه .
وكما أن أبيات القصيدة هي التي عينت صورتها، فإن الاستعارات هي التي عينت قصتها، وقد شرح دانتي في الرسالة التي أهدى بها القصيدة إلى كان جراندي ما تنطوي عليه أناشيده من رموز، ولنا أن نظن أن شرحه هذا فكرة متأخرة لاحت لشاعر كان يريد أن يكون فيلسوفاً، ولكن انهماك العصور الوسطى في الرمزية، وما كان في الكنائس الكبرى من تماثيل رمزية، ومظلمات جيتو، وجادي ورفائيل، وكلها رمزية، وتسامي دانتي الرمزي في الحياة الجديدة والمائدة ، كل هذا يوحي بأن الشاعر كان يفكر في النقط الرئيسية لمشروعه الذي وصفه وصفاً مفصلاً قد يكون خيالاً. ويقول دانتي أن القصيدة تتبع «جنس» الفلسفة، وأن موضوعها هو الأخلاق. وهو يفعل ما يفعله عالم الدين الذي يفسر الكتاب المقدس فيجعل لكلماته ثلاث معاني: الحرفي، والمجازي، والصوفي.
«وموضوع هذه القصيدة حسب معانيها الحرفية... هو حال الأرواح بعد الموت... أما إذا نظرنا إليها نظرة مجازية فإن موضوعها هو الإنسان من حيث تعرضه للثواب والعقاب العادلين الذين يستحقهما بسبب أعماله الطيبة أو الخبيثة.. والغرض المقصود منها في مجموعها وأجزائها هو انتشال من يحيون هذه الحياة مما يعانونه من شقاء، وإرشادهم إلى طريق السعادة.»
وإذا عبّرنا عن هذه المعاني بطريقة أخرى قلنا إن الجحيم هي مرور الإنسان بالخطيئة، والعذاب، واليأس؛ وإن المطهر هو تطهيره عن طريق الإيمان؛ والفردوس هو نجاته عن طريق الوحي الإلهي والحب غير الأناني. وبمثل فرجيل، الذي يقود دانتي خلال الجحيم والمطهر، والمعرفة والعقل، والحكمة. وهي التي تستطيع أن تقودنا إلى أبواب السعادة؛ والإيمان، والحب (بيرتيس) وحدهما هما اللذان يدخلاننا فيها. وكان النفي في ملحمة حياة دانتي هو جحيمه، كما كانت دراساته وكتاباته هي مطهرة، وكانت آماله وحبه هما نجاته وسعادته اللتين لم تكن له غيرهما نجاة أو سعادة. ولعل اتخاذ دانتي رمزيته في الفردوس مأخذ الجد الشديد هو الذي يجعل هذا النشيد أكثر أناشيده استعصاء على الفهم؛ ذلك بأن بياتريس التي كانت في الحياة الجديدة رؤيا سماوية تصبح في تصويره السماء تجريداً ذا أبهة وفخامة- ومثل هذا الجمال البريء غير خليق بهذا المصير. ويشرح دانتي لكان جراندي في آخر الرسالة سبب تسميته ملحمته ملهاة-Commedia فيقول أن القصة انتقلت من الشقاء إلى السعادة، و (إنها كتبت بأسلوب مهلهل وضيع، باللغة العامية التي تتحدث بها ربات المنازل أنفسهن"(33).
وكانت هذه الملهاة الأليمة وهي «الكتاب الذي هزل فيه جسدي هذه السنين الطوال» شغله وسلوته في منفاه، ولم يفرغ منها إلاّ قبل موته بثلاث سنين. وقد لخص فيها حياته، وتعليمه، وآراءه الدينية، وفلسفته؛ ولو أنها احتوت فضلاً عن هذا ما كان في العصور الوسطى من فكاهة، ورقة، وشهوانية عارمة لجاز أن تكون من المؤلفات «الجامعة في العصور الوسطى». ذلك أن دانتي قد حشر في هذه المائة من الأناشيد المنجزة كل ما أخذه من العلم عن برونتو لاتيني، ولعله حشر فيها أيضاً ما تعلمه في بولونيا- حشر فيها كل ما كان هناك من فلك وعلم الكون، وطبقات الأرض، والتوقيت في عصر تمنعه المشاغل من أن يكون عصر علم. ولم يكن يؤمن فوق ذلك بجميع الأساطير المعماة الملغزة التي كانت تعزو معاني وقوة خفية للأعداد ولحروف الهجاء. فكان يقول مثلاً إن العدد 9 يميز بياتريس من غيرها لأن جذره التكعيبي هو 3 الذي جعله الثالوث رقماً مقدساً. وفي الجحيم تسع دوائر، وتسع طبقات في المطهر، وتسع طبقات كرية في الفردوس. ويستمد دانتي في رهبة واعتراف بالجميل قسطاً كبيراً من فلسفة أكوناس وعلوه الدينية، ولكنه لا يسير وراءه سيراً حقيقياً ولا يراعي الأمانة في النقل عنه. وما من شك في أن القديس تومس لم يكن يرتاح إلى الحجج الواردة في كتاب الملكية أو إلى رؤية البابوات في الجحيم، وإن تصوير دانتي لله بأنه نور وحب «الحب الذي يحرك الشمس وسائر النجوم» لهو قول أرسطو انتقل إليه عن طريق الفلسفة العربية. وكان يعرف الشيء القليل عن الفارابي، وابن سينا، والغزالي؛ وأبن رشد؛ ويضع ابن رشد في المحيط الخارجي للجحيم، ولكنه يهز مشاعر المتينين بوضعه سيجر البرابنتي معتنق مذهب ابن رشد في الفردوس. وفضلاً عن هذا فهو ينطق تومس بالثناء على الرجل الذي أثار ثائرة هذا العالم الديني الذي يكاد يصل إلى مرتبة الملائكة. غير أنه يبدو أن سيجر أنكر عقيدة الخلود الفردي الذي هو دعامة قصيدة دانتي؛ ولهذا فإما أن يكون التاريخ قد تعالى في وصف سيجر بالزيغ والضلال أو في وصف دانتي بالاستمساك بالدين.
وتؤكد الدراسات الحديثة ما استمده دانتي من المصادر الشرقية وبخاصة المصادر الإسلامية كقصة أردا فيراف التي تصف الصعود إلى السماء، ووصف الجحيم الوارد في القرآن، وقصة المعراج، ووصف الجنة والنار في رسالة الغفران لأبي العلاء المعري؛ وفتوحات ابن عربي... ففي رسالة الغفران يصور المعري إبليس بعذب في الجحيم وهو مقيد بالأغلال، كما يصور الشعراء المسيحيين وغيرهم من «الكفرة» يعذبون فيها. وتستقبل صاحب القصة عند باب الجنة واحدة من الحور العين، اختيرت لترشده. وقد رسم ابن عربي في الفتوحات الحياة الآخرة رسماً دقيقاً، ووصف الجنة والنار بأنهما فوق بيت المقدس وتحتها مباشرة، وقسم النار والجنة إلى سبع طبقات، وصور مكان الملائكة المسبحين حول النور القدسي- وصف ذلك كله كما ورد في الملهاة المقدسة لا يفترق عنه في شيء (ونقول هنا استطراداً إن ابن عربي كتب قصائد في الحب يفسرها المفسرون تفسيراً مجازياً دينياً)، ومبلغ علمنا أن شيئاً من هذه الكتابات العربية لم يكن قد ترجم قبل زمان دانتي إلى أية لغة يستطيع قراءتها.
وقد وردت في الآداب الدينية اليهودية والمسيحية غير المعترف بها أوصاف لرحلات أو رؤى في الجنة أو النار؛ ولا حاجة بنا إلى ذكر ما ورد في وصفهما في الكتاب السادس من إنياذة فرجيل. وتقول قصة أيرلندية إن القديس باتريك زار المطهر والجحيم، ورأى فيهما أثواباً وأحزمة من نار، والمذنبين معلقين فيها من أرجلهم، أو تلتهمهم الأفاعي أو يغطيهم الجليد. ووصف قس إنجليزي قصاص يدعى آدم ده رس في قصيدة طويلة طواف القديس بولس في النار يقوده الملاك ميخائيل؛ وينطق ميخائيل بوصف مراتب العقاب التي توقع على درجات الذنوب المختلفة، ويظهر بولس وهو يرتجف من هذه الأهوال كما يرتجف منها دانتي (41). وتحدث قبل هذا يواقين الفلوري عن هبوطه إلى الجحيم وصعوده إلى السماء. وجملة القول أنه قد وجدت مئات من هذه الرؤى والقصص؛ وأمام هذا الحشد الكبير من الأوصاف المروعة نرى أنه لم يكن دانتي بحاجة إلى أن يتخطى الحواجز اللغوية إلى الآداب الإسلامية لكي يجد فيها نماذج لوصف الجحيم. ولقد فعل دانتي ما يفعله كل فنان فمزج ما لديه من مادة وبدل فوضاها نظاماً، ووضعها فوق النار بعد أن أضاف إليها خياله القوي وإخلاصه الملتهب. ولقد أخذ عناصر وصفه أنى وجدها- من تومس، ومن شعراء الفروسية الغزلين، ومن مواعظ بطرس دميان النارية وما ورد فيها من وصف لعذاب الجحيم، ومن تفكيره الطويل في بياتريس في حياتها وبعد موتها، ومن صراعه مع السياسيين والبابوات، ومن العلوم القليلة التي اعترضت طريقه؛ ومن اللاهوت المسيحي وما ورد فيها عن سقوط آدم، وعن التجسد والخطيئة، والغفران، ويوم الحساب؛ ومن الفكرة الأفلوطينية- الأوغسطينية عن مدارج صعود الروح حتى تتحد مع الله. ومن توكيد تومس أن الرؤى الطوباوية هي الهدف الأخير الذي يغتبط به الأبرار؛ من هذا كله صاغ القصيدة التي وجدت فيها روح العصور الوسطى وما يحيط بها من رعب، وأمل، واغتراب صوتاً، ورمزاً، وصورة تعبر بها وتصورها.

## أقسام الكتاب
تدور ملحمة الكوميديا الإلهية الشعرية حول جولة فيما بعد الحياة، أي في الآخرة، بحسب التصورات المسيحية. وتنقسم الكوميديا الإلهية إلى الجحيم والمطْهر والجنة (الفردوس). وسميت بالكوميديا لأنه في القرن الرابع العشر كان الأدب الإيطالي بحسب شروطه ينقسم إلى فئتين : تراجيديا تمثل الأدب الراقي ، وتكتب باللغة الإيطالية الرسمية . والكوميديا التي تمثل الأدب المتدّني ، وتكتب باللغة العامّية ، وتوجه لعامة الشعب . ثم أضافت إليها الأجيال اللاحقة صفة الإلهية. وقد قسمها دانتي الأقسام الثلاثة للقصيدة إلى أجزاء أخرى تسمى الأجزاء الداخلية. ويضم كل من قسمي المطْهر والجنة (الفردوس) 33 جزءاً. أما الجحيم فيضم 34 جزءاً. وتتميز جميع الأجزاء بالإيقاع القوي نظرًا لمقاطعها الموشحية ذات الأبيات الثلاثة:
- الجحيم (بالإيطالية: Inferno)، وعدد الأبيات: 4710
- (بالإيطالية: Purgatorio) (المطهر)، وعدد الأبيات: 4755
- (بالإيطالية: Paradiso) (الجنة)، وعدد الأبيات: 4758

وفي هذا الشكل الشعري الذي اخترعه دانتي، نجد أن البيتين الأول والثالث من كل مقطوعة على وزن البيت الأوسط من المقطوعة السابقة ويتألف كل جزء من ثلاث وثلاثين أغنية وينقسم كل جزء إلى تسعة فصول وفصل عاشر إضافي والقصيدة كلها مكتوبة على شكل مقاطع «ثلاثيات» وينتهي كل جزء منها بكلمة النجوم.

## الجحيم
تبدأ القصة بدانتي المفقود في غابة مظلمة، ويمثل ذلك عنده إحساسه بتفاهة حياته، والشر الذي كان يراه في مجتمعه. وفي يوم جمعة صحو، وبعد ليلة من التجوال المؤلم، يتقابل مع الشاعر الروماني فيرجيل الذي يعده بأن يخرجه من تلك الغابة ويقوده إلى رحلة في العالم الآخر.
ويدخلان الجحيم وهو حفرة فظيعة على هيئة مخروط عميق في باطن الأرض، وفي الحفرة تسع دوائر، حيث يريان جموعًا من الأفراد، يعانون العذاب الذي تصبه فوق رؤوسهم الوحوش الخرافية، والشياطين والمخلوقات الأخرى، وذلك عقابًا على خطاياهم. والملعونون المعذبون هؤلاء شخصيات تاريخية معروفة جيداً، بعضها من عصر سابق لدانتي غير أن معظمهم من عصر دانتي نفسه.
ويصف دانتي الجحيم بقوله:
«وجدت نفسي وأنا في منتصف طريق حياتنا في غابة مظلمة كانت الجادة فيها غير واضحة ومفقودة.»
وبينما كان دانتي يجول في هذه الظلمة إذ التقى بڤرجيل «أستاذي ومرشدي الذي أخذت عنه وحده الأسلوب الجميل الذي شرفت به». ويخبره ڤرجيل أن السبيل السليمة الوحيدة للخروج من الغاية هي اجتياز الجحيم والمطهر؛ فإذا ما صحبه دانتي فيهما فسيقوده إلى أبواب الفردوس، «حيث يتولى إرشادك من هو أجدر مني وأكرم». ويضيف إلى هذا في صراحة أنه جاء ليقدم العون إلى الشاعر بأمر بياتريس. ويمران خلال فتحة في سطح الأرض إلى أبواب الجحيم، نقشت عليها هذه الألفاظ المريرة: «من خلالي يدخل الإنسان المدينة المحزنة؛ ومن خلالي يدخل الإنسان الآلام السرمدية؛ ومن خلالي يدخل الإنسان بين الأجناس الضالة. لقد حركت العدالة خالقي الأعلى؛ وصنعتني القوة الإلهية هي والحكمة العليا والحب الأزلي. ولم يخلق قبلي سوى الأشياء الأزلية، وأنا باقية أبد الدهر؛ فتخلوا عن كل آمالكم يا من تدخلون هذه الدار!».
والجحيم فتحة تحت الأرض تمتد إلى مركزها. ويصورها دانتي بخيال قوي يكاد يبلغ الغاية في الاكتئاب: فهي هاوية سحيقة مظلمة مرعبة، بين صخور ضخمة قاتمة؛ تتصاعد من منافذها الأبخرة والروائح الكريهة، وتجتاحها السيول الجارفة، وبها بحيرات ومجار؛ وعواصف من المطر، والثلج، والبرد؛ ومشاعل من لهب؛ وتزمجر فيها الرياح والزمهرير الذي يجمد فيه الدم والجسد؛ وبها أجسام معذبة، ووجوه كالحة مقطبة؛ ويشقها صراخ وأنين يقف لهما الدم في العروق. وفي أعلى مكان في هذه الفتحة الجهنمية يقيم من لم يكونوا أخياراً أو أشراراً، ومن وقفوا على الحياد بين الخير والشر. أولئك يعاقبون بآلام خسيسة، تلسعهم الزنابير، ويأكلهم الدود، ويحرق قلوبهم الحسد والندم، وهؤلاء يزدريهم دانتي الذي لم يقف على الحياد في يوم من الأيام.
«الرحمة والعدالة تزدريانهم، ونحن لا نتحدث عنهم، بل نلقي نظرة عليهم ونمر بهم». ويعمل الجائلان إلى نهر أكرون في باطن الأرض، ويعبره بهما كارون الذي يعمل في ذلك المكان من أيام هومر فإذا عبراه وجد دانتي نفسه في المحيط الخارجي للجحيم حيث يقيم الصالحون الذين لم يعمدوا، ومنهم فرجيل وجميع الصالحين من عبدة الأوثان، وجميع اليهود الصالحين إلا عدداً قليلاً من أبطال العهد القديم الذين أطلقهم المسيح حين زار هذا المحيط الخارجي ورفعه إلى السماء. وكل ما يعذب به هؤلاء هو رغبتهم الأبدية في مصير خير من مصيرهم، وعلمهم بأنهم من ينالوا هذا المصير. وفي هذا الموضع من الجحيم شعراء وثنيون يعظمهم كل المقيمين فيه - هومر، وهوراس، وأوفد، ولو كان؛ وهؤلاء يرحبون بفرجيل ويحلون دانتي المكان المقدس بينهم، ثم يقول دانتي: وأنظر إلى أعلى «فأرى سيد العارفين يجلس بين أسرة الفلاسفة» أي أرسطو يحيط به سقراط، وأفلاطون، ودمقريطوس، وديجين، وهرقليقوس، وأنكسغوراس وأنبادقليس، وطاليس، وزنون، وشيشرون، وسنكا، وإقليدس، وبطليموس، وأبقراط، وجالينوس، وابن سينا، وابن رشد«الذي ألف الشرح العظيم»(48). وما من شك في أنه لو كان دانتي مطلق الحرية في رأيه لوضع في الجنة هذه الفئة النبيلة كلها، ومن بينها فلاسفة المسلمين المخالفين له الدين.
ثم يقوده ڤرجيل إلى الدائرة الثانية، حيث تتقاذف الرياح العاتية الذين ارتكبوا خطايا جسدية شهوانية لا يستريحون منها أبداً. وهنا يشاهد دانتي باريس، وهِلِين، وديدو، وسميراميس، وكليوباترا، وترستان، وباولو، وفرانسسكا. وقصة فرانسسكا كما يرويها دانتي تتلخص في أن فرانسسكا دا بولنتا الجميلة أريد لها أن تتزوج جيانسيتو مالا تستتا الشجاع المشوه لتقضي بزواجها على نزاع قام بين أسرة بولنتا سادة رافنا، وأسرة مالتستا سادة ريميني. هذا هو الجزء المؤكد في القصة، أما بقيتها فغير مؤكدة. فهناك رواية يقبلها الكثيرون تقول إن پاولو الوسيم أخا جيان سيتو يدّعي أنه هو الخطيب، وأن فرانسسكا تعاهده على أن تتزوج به، ولكنها تجد في يوم العرس أنها تزف على الرغم منها إلى جيان سيتو. ثم لا يمضي إلاّ القليل من الوقت حتى تستمتع بحب باولو؛ ويقبض عليها جيان سيتو ويقتلها في تلك اللحظة (حوالي 1265). وتُقَص فرانسسكا داريميني قصتها وهي تتأرجح في الريح خيالاً بلا جسد إلى جانب روح حبيبها غير المجسد:
«إن أشد ما يحزن الإنسان أن يذكر أيام الهناء حين يقترب منه الشقاء... كنا في يوم من الأيام نتسلى بقراءة لانسلت، وكيف استبد به الهوى. وكنا في تلك الساعة وحدنا ولا يوجد بالقرب منا ما نرتاب فيه. وكثيراُ ما كانت أعيننا تتبادل النظرات في أثناء هذه القراءة، وذهب اللون من خدودنا وتبدلت صورتها. ثم وقعت أعيينا على نقطة في الكتاب واحدة، وذلك حين وصلنا إلى تلك القبلة المشتهاة التي طبعها في هيامه ونشوته فتى برح به الوجد. وفي تلك اللحظة طبع وهو يرتجف قبلة على شفتيَّ، طبعها ذلك المحب الذي لن يفارقني قط. لقد كان الكتاب وكاتبه كلاهما مبعوثين من عند الحب. ولم نقرأ شيئاً في صحفه بعد ذلك اليوم».
ويتملك الأسى دانتي حين يسمع هذه القصة فيغمى عليه، ثم يفيق فيجد نفسه في الدائرة الثالثة من الجحيم، حيث يستقر من كان ذنبهم النَّهم في حمأة تحت عاصفة دائمة من الثلج، والبرد، والمياه القذرة، وحين ينبح في وجوههم سر بيروس ويمزقهم إرباً بأنيابه الثلاثية. ثم يهبط فرجيل ودانتي إلى الدائرة الرابعة، حيث يقيم أفلوطس؛ وهنا يلتقي المبذرون والبخلاء ويقتتلون، ويلقى بعضهم على بعض أثقالاً ضخمة في حرب سيسفية.
ويسير الشاعران بأزاء نهر استيكس المظلم الذي يغلى ماؤه، حتى يصلا إلى الدائرة الخامسة؛ حيث يقيم من كان ذنبهم الغضب ملطخين بالأقذار، يضربون أنفسهم ويمزقون أجسادهم. والذين كان ذنبهم الكسل والتراخي يغمرون في ماء البحيرة الأستيجية الآسن، وتعلو سطحها الطيفي فقاعات من زفيرهم. وينقل فليجاس على سطح البحيرة حتى يصلا في الدائرة الثالثة إلى مدينة ديس، أو الشيطان، حيث يشوى الملحدون في قبور ملتهبة؛ ثم يهبطان إلى الدائرة السابعة، وهناك يريان من ارتكبوا جرائم العنف تحت راية المنوتور يكادون على الدوام يغرقون في نهر من الدناء مضطرب صاخب، ويرميهم القنطورون بالسهام كلما علت رؤوسهم فوق ماء النهر. ويريان قسم من هذه الدائرة المنتحرين ومنهم پيرو دل ڤني، وفي قسم آخر يريان من ارتكبوا جرائم العنف ضد الله، أو الطبيعة، أو الفن، يقفون حفاة فوق رمال حامية، وتسقط على رؤوسهم كسف من النار. ويلتقي دانتي بين السدوميين بمعلمه القديم برونتو لاتيني- وهو مصير لا يليق بشخص كان هادياً لدانتي وصديقاً له وفيلسوفاً.
وتظهر عند طرف الدائرة الثامنة هولة مروعة تحمل الشاعرين وتنحدر بهما إلى هاوية المرابين؛ وفي أحد أخوار هذه الهاوية يشاهدان طائفة عجيبة من الآلام السرمدية يعذب بها من يغوون النساء، والمتملقون والمتجرون بالوظائف الدينية. وهؤلاء المتجرون يعلقون من أرجلهم في حفر لا تظهر منها إلا سيقانهم، ويلحس اللهب أقدامهم تدليلاً لهم. ومن بين هؤلاء المتجرين البابا نقولاس الثالث (1277 - 1280)؛ ويندد دانتي أشد التنديد بسوء أعمال هذا البابا وغيره من البابوات؛ ويصور نقولاس هذا صورة فذة جريئة فيقول إن البابا يحسب أن دانتي هو بنيفاس الثامن (المتوفي عام 1303) وأن قدومه إلى الجحيم متوقع في أية لحظة من اللحظات. ويتنبأ نقولاس بأن كلمنت الرابع (المتوفي عام 1314) سينضم إليهم بعد زمن قليل. وفي الخور الرابع من الدائرة الثامنة يقيم من يدعون معرفة الغيب، ورءوس أولئك الأقوام مثبتة في أعناقهم ومتجهة نحو ظهورهم. ويطل الشاعران من جسر - «ماليبلج»- فوق الخور الرابع فيريان من تحتهما مختلسي الأموال العامة يسبحون إلى أبد الدهر في بحيرة من القار في درجة الغليان. أما المنافقون فلا ينقطع مرورهم حول الخور السادس في أردية من الرصاص مطلية بالذهب. ويشاهد في الممر الوحيد الذي يخترق هذا الخور قيافي مصلوباً وملقى على الأرض بحيث لا يستطيع أحد اجتياز الطريق إلا إذا وطئ جسده. وفي الخور الرابع يعذب اللصوص بأفاع سامة؛ وهنا يتعرف دانتي على عدد من الفلورنسيين، ويشاهد عقد قائم فوق الخور الثامن لهيباً يحرق جلوده مثيري السوء، وكلما نضجت جلودهم بدلوا جلوداً غيرها ليذوقوا العذاب؛ ويرى من بين هؤلاء أديسيوس المخادع. وفي الخور التاسع يستقر النمامون والعاملون على الانشقاق تنتزع أطرافهم طرفاً بعد طرف.
وفي الخور العاشر من الدائرة الثامنة يرقد المزورون، والمزيفون، والكيميائيون الكاذبون، يئنون من أوجاع مختلفة، وتملأ الهواء من حولهم رائحة كريهة هي رائحة العرق والصديد، وأنين المعذبين يملأ الهواء بأصوات كقصف الرعد.
وينتهي مطاف الشاعرين بالدائرة التاسعة وهي الدرك الأسفل من الجحيم، ومن عجب أن توصف بأنها هوة واسعة من الجليد؛ وفيها يدفن الخونة في الجليد إلى أذقانهم، وتتجمد دموع الألم فتصبح قناعاً متبلوراً فوق وجوههم. ومن بين هؤلاء يرى كونت أجولينو دلا گراردسكا الذي خان بيزا مشدوداً أبد الدهر إلى رجييري كبير الأساقفة، الذي سجنه هو وأبناءه وأحفاده وتركهم كلهم يموتون جوعاً. والآن يستند رأس أجولينو على رأس كبير الأساقفة، ويظل رجييري إلى الأبد يضع رأس أجولينو وفي مركز الأرض أي في قاع فتحة الجحيم الآخذة في الضيق يرقد الشيطان (لوسفر) الجبار مدفوناً في الجليد إلى وسطه يرفرف بجناحين ضخمين مثبتين في كتفيه، ويذرف من وجوهه الثلاثة التي تقسم رأسه دموعاً من الدم المتجمد من شدة الزمهرير، ويمضغ في كل فك من فكوكه الثلاثة أحد هؤلاء الخونة: بروتس، وكاسيوس، ويهوذا.
وقصارى القول أن نصف الأهوال التي كانت تزعج الأنفس في العصور الوسطى قد جمعت في هذه القصة الدموية. وكلما أمعن الإنسان في قراءة صحفها الرهيبة ازداد رعباً على رعب حتى تطغى عليه نتيجة هذا الرعب آخر الأمر فلا يعود يطيقها. وإن ذنوب الإنسان وجرائمه في هذا العالم وفي جميع عوالم الكون وسلامه لأقل من غضب الإله وانتقامه بالصورة التي يتخيلها الشاعر. وإن فكرة دانتي عن الجحيم لهي منتهى ما وصل إليه لاهوت العصور الوسطى من فظاعة. لقد كان اليونان والرومان القدامى يصورون جحيماً يسمونها Hades أو avenrus تتلقى جميع الموتى من الآدميين. وكان مقرها مكاناً عظيماً مظلماً تحت الأرض لا يمكن تمييز شيء فيه، ولكنهم لم يصوروا هذه الجحيم بأنها مكان للتعذيب؛ وكان لابد من أن تمر قرون طوال من الهمجية، والاضطراب، والحرب قبل أن يتقول الإنسان على خالقه فيعزو إليه صفتي الانتقام السرمدي والقسوة التي لا ينضب لها معين.
ويخفف من روعنا أن نعلم أن دانتي وفرجيل قد مرا من خلال مركز الأرض، وأنهما قلبا اتجاه رأسيهما وأقدامهما، وأنهما يتحركان إلى أعلى نحو الجهة المقابلة لبلادنا من الأرض. ويجتاز الشاعران قطر الأرض كله في سرعة الأحلام التي تهزأ بم رالزمان، ويخرجان إلى النصف الجنوبي منها في صباح يوم عيد الفصح، ويشربان في وضح النهار، ويقفان عند اسفل الجبل المدرج وهو المطهر.

## المطهر
ويغادر كل من دانتي وڤرجيل الجحيم، ويصلان إلى جبل المَطْهَر ومن هناك يتسلقان إلى شرفات مضيئة فيها الموتى الذين وهبوا الخلاص يبحثون عن الغفران من الخطايا التي اقترفوها على الأرض. ويملأ جو من الأمان والأمل ذلك المكان الخاص بالتطهر، على عكس المعاناة الكبيرة واليأس اللذين مرا بهما في الجحيم.
إذا قيست فكرة المطهر بفكرة الجحيم بدت فكرة رحيمة؛ ذلك أن في مقدور الإنسان بجهده وألمه، وأمله ورؤياه، أن يطهر نفسه من الذنوب والأثرة، ويرق خطوة خطوة في مدارج الإدراك، والحب، والنعيم، والمطهر، كما يصوره دانتي، مخروط جبلي مقسم إلى سبع طبقات: ما قبل المطهر وهو سبعة أسطح - واحد للتطهير من الذنوب الميتة - وفي أعلاه يقوم الفردوس الأرضي.وينتقل المذنب من كل طبقة إلى التي تليها وتقل آلامه كلما انتقل إلى طبقة أعلى من التي كان فيها، وفي أثناء هذا الانتقال ينشد ملك إحدى التطويبات. وتوجد في المراحل السفلى من المطهر سبع عقوبات للذنوب التي اعترف بها وغفرت، ولكنها لم يكفر عنها بما يكفي من العقاب. بيد أن هناك فارقاً عظيماً بين المطهر والجحيم من هذه الناحية؛ ففي الجحيم يعرف الإنسان هذه الحقيقة المريرة وهي أن العذاب سرمدي، أما المطهر ففيه تلك الحقيقة التي تبعث القوة في النفس وهي أن السعادة السرمدية ستعقب العقاب الذي أحل له أجل ينتهي عنده. ويسري في هذه المقطوعات مزاج أرق وضياء أبهى مما يسري في المقطوعات السابقة، وتكشف عن دانتي يتعلم الرأفة من فرجيل مرشده الوثني. ويغسل فرجيل بالدهن والندى ما غطى وجه دانتي من عرق الجحيم وأقذارها. وتتلألأ في ضوء الشمس المشرقة مياه البحر الذي يحيط بالجبل حين تهتز النفس التي كدرتها الذنوب طرباً وهي تستقبل الرحمة الإلهية. وهنا في الطبقة الأولى يلتقي دانتي بكاتو اليوتكي، الرواقي الصارم العنيد، الذي آثر أن يقتل نفسه على أن يتلقى عذاب رحمة قيصر. وقد وضعه دانتي في هذه الطبقة تحقيقاً لأمل تومس أكانوس في أن ينجو بعض عبدة الأوثان من الهلاك. وفي هذه الطبقة نفسها يقيم مانفرد بن فردريك الذي قاتل بابا من البابوات ولكنه أحب الشعر. ويسرع فرجيل بدانتي وهو يتلو عليه تلك الآيات التي تجري على كثير من ألسنة الناس.
«دع الناس يتكلموا، وقف أنت كالبرج المتين الذي لا تهتز قمته وإن هبت عليه كل الرياح». وليس المطهر بالمكان الذي يوائم فرجيل، فهو لا يستطيع أن يجيب عن أسئلة دانتي بالسرعة التي تعّود أن يجيب بها عن أسئلته في الجحيم. وهو يحس بنقص ذكائه، ويظهر أحياناً حنيناً يؤلمه، غير أن ألمه هذا يزول حين يلتقي الشاعران بسردلو. ويحتضن الشاعران إبنا مانتوا أحدهما الآخر، يؤلف بين قلبيهما حبهما للبلدة التي قضيا فيها عهد الشباب. وفي هذه اللحظة ينطلق لسان دانتي بهذا الخطاب المؤلم يوجهه إلى بلده، ويلخص فيه مقاله عن الحاجة إلى الحكومة الملكية:
أي إيطاليا المستعبدة! يا موطن الأحزان! يا سفينة بغير دليل في مهب العاصفة الهوجاء! يا سيدة انتزعت منها ولاياتها الجميلة، ولم تعد إلاّ ماخوراً دنساً! إن هذا الروح الرقيق قد حفزه الصوت الجميل الصادر من بلده العزيز أن يحيي رجلاً من أهل وطنه مرحباً به مبتهجاً بلقائه. وفيك يقيم الأحياء من أبنائك يقتتلون؛ يأكل الواحد منهم لحم أخيه من الغل والحقد؛ نعم ما أشد الضغن الذي يملأ قلوب من يحيد بهم جدار واحد وخندق واحد. ألا أيها البائس الحزين طف بشواطئ بجارك، ثم عد إلى نفسك فاسألها هل يستمتع جزء منك بالسم الحلوة؟ وماذا يفيدك إذا كان جستنيان قد (أحيا القانون الروماني) من أجلك، وهل ينفعك أن يصلح العنان إذا كان السرج (بغير مَلك)؟ أيها الخلائق، يا من يجب عليكم أن تظلوا مخلصين أوفياء، أجلسوا قيصر في السرج إذا شئتم أن تستجيبوا لأمر الله!".
وكأنما أراد دانتي أن يظهر شوقه إلى الملوك الذين يستطيعون القبض على الأعنة الثابتة، فيصف لنا كيف يقوده سردلو هو وزميله إلى واد مشمس جميل عند سفح جبل المطهر منثورة عليه الأزهار، ويفوح منه شذى عطرها الذكي، ويقيم فيه الإمبراطور رودلف، وأتوكا ملك بوهيميا، وبطرس الثالث ملك أرغونة، وهنري الثاني ملك إنجلترا، وفليب الثالث ملك فرنسا.
وتقود لوشيا (التي ترمز إلى ضوء رحمة الله) دانتي وفرجيل، ويدخلهما أحد الملائكة إلى الشرفة الأولى من شرفات المطهر. وهنا يعاقب المتكبرون بأن يحمل كل منهم فوق ظهره المقوس حجراً ضخماً، وترى على الجدار والطوار نقوش بارزة تصور أعمال التواضع الذائعة الصيت وما للكبرياء من نتائج رهيبة. وفي الشرفة الثانية يرى الحاسدون في أثواب من الخيش الغليظ، تخلط عيونهم باستمرار بخيوط من حديد؛ وعلى السطح الثالث يستقر الغضب، وعلى الرابع الكسل ، وعلى الخامس البخل، ويلقى كل واحد منهم ما يستحقه من العقاب.ويرى على هذا السطح الأخير البابا هدريان الخامس، الذي كان في وقت ما حريصاً على الثروة. يكفّر عن ذنبه وهو هادئ هدوء الواثق من النجاة في آخر الأمر. وفي إحدى الحوادث الباهرة التي تضيء ختام قصة المطهر يظهر الشاعر الروماني استاتيوس ويحيي الشاعرين الجائلين ويظهر من السرور بلقائهما ما يندر أن يظهره شاعر يلتقي بشاعر آخر على ظهر الأرض. ويصعد الشعراء الثلاثة جميعاً إلى السطح السادس حيث يطهر النّهمون من نهمهم. وهناك تهتز الفاكهة الذكية الرائحة على الأشجار أمام أولئك النادمين، فإذا امتدت أيديهم إليها لتقطفها استرجعت الأشجار فاكهتها؛ وتسمع أصوات في الهواء تردد ما في التاريخ من أعمال القناعة. وعلى السطح السابع والأخير يستقر الذين كان جرمهم أنهم لم يستعففوا، ولكنهم اعترفوا بذنبهم قبل الموت، وهؤلاء يمسسهم مساً خفيفاً ليطهرهم من ذنبهم. وهكذا يظهر دانتي أنه يعطف عطف الشعراء على آثام الجسد وخاصة إذا ارتكبها ذوو المزاج الفني ممن هم لهذا السبب رقيقو الإحساس، واسعوا الخيال، مندفعون في أعمالهم. ومن بين هؤلاء جيدو جوينزلي؛ الذي يحبه دانتي ويسميه أباه في الأدب، ويشكر له «الأغاني الحلوة، التي ستوحي إلينا ما بقيت لغتنا بأن نحب المداد الذي خطت به». ويقودهما أحد الملائكة خلال نار في صعودهما الأخير إلى جنة الأرض، وهنا يودع ڤرجيل صاحبه بقوله:
«إن علمي لا يصل إلى أبعد من هذا، لقد سرت بك بحذقي وفني إلى هذا الحد، فاتخذ الآن مسرتك دليلاً لك... انظر! تر الشمس التي تسطع أشعتها على جبتهك؛ انظر! تر الأعشاب والشجيرات والأزهار التي تخرجها هذه الأرض موفورة من تلقاء نفسها. وإلى أن تأتيك هاتان العينان الوضّاءتان (عينا بياتريس) تشع منهما البهجة، وهما اللتان جعلتاني ببكائهما أسرع إلى معونتك حيث تشاء. ولا تنتظر أن تسمع مني بعد الآن صوتاً أو غشاوة تحذرك. وإذ كنت الآن حراً تختار لنفسك ما تشاء، حصيفاً، حكيماً... فإني أخلع عليك التاج والعمامة وأجعلك سيد نفسك.»
ويجوس الآن دانتي خلال الغابات والحقول، وعلى ضفاف الأنهار في جنة الأرض ومن ورائه - لا من أمامه - فرجيل واستاتيوس، يستنشق هواءها النقي ذا الرائحة الذكية، ويستمع من خلال الأشجار شدو الطير تغنى القسم الأول من النشيد الكهنوتي. وتمتنع سيدة تجمع الأزهار عن الغناء لتشرح لم خلت هذه الأرض الجميلة من الناس، فتقول إنها كانت فيما مضى جنة عدن، ولكن الإنسان عصى ربه، فأخرج هو وذريته من مباهجها البرئية. وتنزل بياتريس من السماء إلى هذه الجنة المفقودة يحيط بها لألأء يذهب سناه بالأبصار، فلا يستطيع دانتي، أن يراها بعينه، بل كل ما يقدر عليه أن يحس بوجودها:
«ومع أن عيني لم ترياها فقد سرت منها قوة فضلى خفية لم أكد أمسها حتى استبدت بي قوة الحب القديم».
ويلتفت ليحدث الشاعر الذي يرشده، ولكن فرجيل كان قد عاد إلى المحيط الخارجي للجحيم وهو الموضع الذي جاء به منه استجابة لنداء بياتريس. ويبكي دانتي ولكن بياتريس تأمره أن يندب بدل البكاء شهواته التي دنس بها بعد موتها صورتها التي في قلبه. وتؤكد له أن تلك الغابة المظلمة التي أنجته منها على يد فرجيل لم تكن إلاّ حياة الدعارة التي ضل فيها في منتصف عمره واظلم أمامه بسببها السراط المستقيم. ويقع دانتي على الأرض من فرط الخجل، ويقر بذنوبه، فتقبل عذارى سماويات ويشفعن له عند بياتريس التي أساء إليها بفعله، ويرجونها أن تكشف له عن جمالها الثاني الروحي. وليس هذا لأن بياتريس قد نسيت جمالها الأول:
«فأنت لم تر في حياتك، لا في الفن ولا في الطبيعة شيئاً يبلغ من الحلاوة ما بلغته تلك الأعضاء التي كانت داخل إطارها الجميل، والتي تناثرت الآن هباء».
ويرق قلبها، وتكشف له عن جمالها السماوي الجديد، ولكن العذارى يحذرن دانتي من النظر إليها مباشرة، ويطلبن إليه أن يكتفي بالنظر إلى قدميها. وتقوده بياتريس هو واستاتيوس (الذي أتم أجله في المطهر بعد أن قضى فيه اثني عشر قرناً) إلى نبع يخرج منه نهران - أحدهما ليثي (النسيان) والآخر يونوئي (الفهم الصالح). ويشرب دانتي من يونوئي فيتطهر، وتتحدد حياته، و«يصلح للصعود إلى النجوم». وليس صحيحاً أن وصف الجحيم هو وحده الجزء الطريف الممتع في الملهاة المقدسة. نعم إن في وصف المطهر كثيراً من الفقرات التعليمية المجدية، وإن فيه على الدوام قدراً كبيراً من اللاهوت الذي لا حاجة للقصيدة به، ولكنها وقد خلت في هذا النشيد من رهبة التعذيب ترثى في مدارج الجمال والحنان خطوة بعد خطوة، وتغمر هذا الرقي بجو من جمال الطبيعة الذي عاد إليها من جديد فأكسبها بهجة وطلاوة، وبذلك تتأهب القصيدة لأن تضطلع بشجاعة بذلك الواجب العظيم واجب إحاطة بياتريس المجردة من الجسد بالجمال الروحاني، وبفضلها يدخل دانتي الجنة مرة أخرى، كما دخلها في أيام شبابه.

## الفردوس
وعند وصولهما إلى الجنة الأرضية على قمة جبل المَطْهَر، يوصي ڤرجيل بدانتي إلى مرشدة جديدة هي بياتريس.
لقد كان تفقه دانتي في علوم الدين مما زاد عمله مشقة؛ فلو أنه أجاز لنفسه أن يصور الجنة في صورة حديقة مليئة بالمباهج الجسمية كما هي مليئة بالمباهج الروحية، لوجدت فطرته مجالاً واسعاً لهذا التصوير. ولكن كيف يستطيع العقل البشري وهو «المركب المادي»، أن يتصور جنة ذات نعيم روحي خالص؟ يضاف إلى هذا ان نشأة دانتي الفلسفية كانت تمنعه أن يصور الله أو ملائكة الجنة وقديسها بصورة مجسدة؛ بل كان تمثلهم جميعاً كأنهم صور ونقط من نور؛ وكان تصويرهم بهذه الصورة تتبعه تجريدات تضيع في الفراغ النوراني حياة الجسد المذنب وحرارته. غير أن العقيدة الكاثوليكية كانت تعترف بعث الجسم بعد الموت؛ ولهذا فإن دانتي وهو يحاول أن يكون روحانياً يخلع على بعض سكان الجنة ملامح جسدية وينطقهم كلام بشري؛ وممّا يسر له الإنسان أن يقرأ لبياتريس، وهي في الجنة قدمين جميلتين.
ولقد نَفَّذ الصورة التي صور بها الجنة في خياله تنفيذاً متناسقاً يدعو إلى الدهشة، ونَفّذها بخيال رائع، وتفاصيل دقيقة واضحة. واسترشد بفَلَك بطليموس فصوّر السماء كأنها سلسلة من تسع كرات مجوفة مطردة الاتساع تدور حول الأرض؛ وهذه الكرات هي «المساكن الكثيرة» التي فيها «بيت الأب». وقد ثبت في كل كرة كوكب وعدد كبير من النجوم، كما تثبت الجواهر في التاج. وكلما تحركت هذه الأجرام السماوية، وقد وهبت كلها ذكاءً ربانياً متفاوت الدرجات، أخذت تتغنى ببهجة سعادتها وتسّبح بحمد خالقها، وتغمر السماوات بموسيقى تلك الكرات. ويقول دانتي إن النجوم هي أولياء السموات الصالحون، وأرواح الناجين، ويختلف ارتفاعها عن الأرض باختلاف ما كسبت في عمل صالح في حياتها على ظهر الأرض، وبقدر هذا الارتفاع تكون سعادتها، ويكون قربها من أعلى السموات التي يقوم عليها عرش الله.
وكأن النور الذي تشعه بياتريس قد جذب دانتي فارتفع من جنة الأرض إلى الدائرة الأولى من دوائر السماوات وهي دائرة القمر؛ وفيها تستقر أرواح الذين اضطروا لغير ذنب ارتكبوه إلى الحنث بأيمانهم الدينية، ومن هؤلاء شخص يدعى بكاردا دوناتي . ويقول لدانتي إنهم في أسفل دائرة من دوائر السموات، وإنهم يستمتعون بقدر من النعيم أقل مما تستمتع به الأرواح التي فوقهم؛ وقد أنجتهم الحكمة الإلهية من كل حسد، وشوق، وتذمر؛ ذلك بأن جوهر السعادة هو الخضوع لإرادة الله خضوعاً مقروناً بالغبطة والسرور، لأن «في إرادته راحتنا». وهذا هو بيت القصيد في الملهاة المقدسة.
ويرقى دانتي مع بياتريس إلى السماء الثانية منجذباً إليها بقوة مغنطيسية سماوية تجذب كل شيء إلى الله. وهذه السماء الثانية هي التي يسيطر عليها الكوكب عطارد. وفيها يقيم الذين كانوا يقومون وهم على الأرض بنشاط عملي يبتغون به الخير، ولكنهم كانوا أكثر انهماكاً في الشرف الدنيوي منهم في خدمة الله.ويظهر من بين هؤلاء جستنيان، يصوغ في عبارات ملكية الوظائف التاريخية للإمبراطورية الرومانية والشريعة الرومانية. وعن طريقه يوجه دانتي ضربة أخرى يبغي عليها قيام عالم واحد، خاضع لشريعة واحدة، وملك واحد. ثم تقود بياتريس الشاعر إلى السماء الثالثة، وهي دائرة الزهرة حيث يتنبأ فلك الشاعر البروفنسالي بمأساة بنيفاس الثامن. وفي السماء الرابعة وهي دائرة الشمس يشاهد دانتي الفلاسفة المسيحيين يوئيثيوس، وإزدور الأشبيلي، وبيد، وبطرس لمبارد، وجراتيان، وألبرتس مجنس، وتومس أكوناس، وبونا فنتورا، وسيجرده برابانت. ويتبادل كل من تومس الدمنيكي، وبونا فنتورا الفرنسيسي حديثهما، فيقص تومس على دانتي حياة القديس فرانسس، كما يقص عليه بونا فنتورا قصة القديس دمنيك. وإذ كان تومس على الدوام رجلاً واسع العقل إلى حد فإنه يقحم في قصته أقوالاً عن موضوعات دينية دقيقة؛ وتشتد رغبة دانتي في أن يكون فيلسوفاً فيمتنع في عدة أغان عن أن يكون شاعراً.
وتقوده بياتريس إلى السماء الخامسة، سماء المريخ، حيث تقيم أرواح المحاربين الذين قتلوا وهم يحاربون لنصرة الدين الحق - يوشع، ويهوذا مكابيوس، وشارلملن، وحتى ربرت جوسكاد الذي خرب روما. وينتظم هؤلاء على شكل صليب متلألئ عليه المسيح المصلوب؛ ويشترك كل نجم من النجوم في هذا الرمز المضيء في إيقاع موسيقى سماوي. ويصعد الشاعر وبياتريس إلى السماء الخامسة سماء المشتري فيجد فيها دانتي من كانوا وهم على ظهر الأرض يوزعون العدالة بالقسطاس المستقيم؛ ففيها داود، وحزقيال، وقسطنطين، وتراجان - وها هو ذا وثني آخر يقتحم السماء. وتنتظم هذه النجوم الحية في صورة نسر، وتكلم بصوت واحد، وتُحدث دانتي في علوم الدين، وتردد الثناء على الملوك العدول. ويصعد وقائدته إلى تسمية بياتريس تسمية مجازية لم العصر الخالد" فيصلان إلى السماء السابعة سماء البهجة، سماء زحل وحاشيته من النجوم. ويزداد جمال بياتريس بها كلما علت في السموات، كأن كل دائرة تعلو إليها تزيدها بهجة وجلالاً؛ وهي لا تجرؤ على الابتسام لحبيبها لئلا يحترق ويستحيل رماداً بقوة إشعاعها. وهذه السماء هي دائرة الرهبان الذين عاشوا معيشة الصالحين، وأخلصوا لأيمانهم، ومن بينهم بطرس دميان؛ ويسأله دانتي كيف يوفق بين حرية الإنسان وعلم الله بالغيب، وما يؤدي إليه هذا العلم من الإيمان بالقضاء والقدر؟ فيجيبه بطرس بأن أكثر الأرواح استنارة في السماء تحت عرش الله لا تستطيع الإجابة عن هذا السؤال. وهنا يظهر القديس بندكت، ويرثى للفاسد الذي انحدر إليه رهبانه.
ويسبح الشاعر وقتئذ من دوائر الكواكب إلى السماء الثامنة، منطقة النجوم الثوابت. ويطل إلى أسفل من كوكبة الجوزاء فيرى الأرض المتناهية في الصغر ذات منظر حقير لم أتمالك معه نفسي من الابتسام". ولربما كان خليقاً بأن يسري فيه وقتئذ إلى أمد قصير حنين إلى هذا الكوكب التعس، ولكن نظرة من بياتريس تنبؤه أن هذه السماء، سماء الضوء والحب، لا مكان للذنوب والنزاع، هي موطنه الحق.
وتبدأ الأغنية الثالثة والعشرون بتشبيه من التشبيهات التي يمتاز بها شعر دانتي:
«كالطائر الذي جلس طوال الليل في عشه المظلم بين أوراق الشجر، ومعه صغاره الجميلة، يتحرق شوقاً إلى رؤية نظراتها الحلوة، وإلى أن يسعى سعيه الحبيب ليأتي إليها بطعامها غير شاعر بما يلاقيه في سبيلها من مشقة، جلست تستبق الزمن على الغصن المعلق فوق عشها، يقظة تترقب أن تطلع الشمس فتطرد من الشرق ستار الفجر.»
وتحدق بياتريس بعينيها في جهة من الجهات مترقبة، فتنشق السماء فجاءة عن منظر وضّاء؛ وتناديه قائلة: «انظر! إلى جيش المسيح المنتصر» - أرواح جديدة كسبتها الجنة. ويلتفت دانتي ولكنه لا يرى إلاّ ضوءاً ساطعاً قوياً يذهب سناه ببصره، فلا يعرف ما يمر به. وتأمره بياتريس أن يفتح عينيه، وتقول له إنه يستطيع في ذلك الوقت أن يطيق النظر إلى بهائها كاملاً. وتبتسم له، ويقسم أن هذا حادث لا يمحى من ذاكرته. وتسأله: «لم يأسرك جمال وجهي؟» وتأمره أن ينظر بدلاً منه إلى المسيح ومريم والرسل. ويحاول هو أن يتبينهم، ولكنه لا يبصر إلاّ «كتائب من البهاء، تسقط عليها من فوقها بورق ترسلها أشعة محرقة»، وتصل إلى أذنيه في تلك اللحظة موسيقى الكتائب السماوية.
ويصعد المسيح ومريم، ولكن الرسل يبقون خلفهما، وتطلب بياتريس إليهم أن يتحدثوا إلى دانتي، فيسأله بطرس عن دينه، وتسرّه أجوبته، ويوافقه على أن الكرسي الرسولي سيظل شاغراً أو مدنساً مادام بنيفاس بابا (58). إن بنيفاس لا يجد في قلب دانتي ذرة من الرحمة.
ويختفي الرسل في الطباق العليا، ويصعد دانتي أخيراً مع "التي أسكنت روحي الجنة" إلى السماء التاسعة، أعلى السموات جميعا". وليس في هذه السماء نجوم، بل كل ما فيها نور صاف، وفيها الله الروح الخالص، المجرد من الجسد، والذي لا علة له، والأصل الثابت لجميع الأرواح، والأجساد، والأسباب، والنور، والحياة. ويحاول الشاعر وقتئذ أن يستمتع بنور النعيم الباهر، ولكنه لا يرى إلاّ نقطة من الضوء تدور حولها تسع دوائر من الذكاء الخالص - ملائكة الطبقة الأولى، وأرواح سماوية، وعروش، وأملاك، وفضائل، وسلطات، وإمارات ، وملائكة كبار، وملائكة غير كبار. وعن طريق هؤلاء - وهم عمال الله ومبعوثوه - يحكم الخالق جلا جلاله العالم. ولا يستطيع دانتي أن يرى الجوهر الإلهي، ولكنه يرى كل كتائب السماء تؤلف من نفسها وردة وضّاءة، هي أعجوبة من النور البراق وألوان المختلفة تتمدد ورقة بعد ورقة حتى تصبح زهرة ضخمة.
وحينئذ تترك بياتريس حبيبها، وتحتل مكانها في الوردة. ويراها تجلس على عرشها، ويظل يرجوها أن تساعده، فتبتسم له، وتحدق في ذلك الوقت بعينيها في مركز جميع الأضواء؛ ولكنها ترسل القديس برنار ليساعده ويواسيه. ويوجه برنار نظر دانتي نحو ملكة السماء؛ ويتجه الشاعر نحوها ولكنه لا يرى إلاّ بريقاً وهاجاً يحيط به آلاف من الملائكة مسربلين بالنور. ويقول له برنار إنه إذا شاء أن يكون له من القوة ما يستطيع به أن يشهد الرؤى السماوية واضحة، فإن عليه أن ينضم إليه في الصلاة لأم الإله. وتبدأ الأغنية الأخيرة بتضرع برنار بنغمه الحلو:
«أيتها العذراء، يا ابنة ابنك، يا من أنت أعظم تواضعاً ورفعة من كل الخلائق». ويتوسل إليها برنار أن تمن على دانتي بأن يقدر على رؤية ذات الجلال القدسي؛ فتنحني بياتريس وينحني كثير من القديسين نحو مريك ويرفعون أيديهم مقبوضة يتوسلون إليها بالدعوات.وتلقي مريم نظرة قصيرة رحيمة على دانتي، ثم تحول عينيها نحو «النور السرمدي». والآن، كما يقول الشاعر: «تصفو نظراتي، فيدخل فيها شيئاً فشيئاً ذلك النور الأعلى وهو الحق». ويقول إن كل ما رآه بعدئذ تعجز اللغة عن وصفه، ويعجز الخيال عن تصوره؛ ولكن «في هذه الهوة من البهاء المتألق، الصافية الشامخة، خيل إلى أني أرى كرة ذات ثلاثة ألوان مجتمعة في لون واحد». وتختتم الملحمة الفخمة ونظرات دانتي لا تزال مثبتة على النور المتألق، يجذبها ويدفعها «حب الله الذي يحرك الشمس وجميع النوم».
وجملة القول أن الملهاة المقدسة أعجب القصائد كلها وأصعبها. فليس ثمة قصيدة غيرها تضن بكنوزها إلاّ على من يبذلون في سبيلها جهوداً جبارة؛ ولغتها أكثر اللغات إيجازاً وإحكاماً بعد لغة هوراس وتاستس، فهي تجمع في كلمة أو بضع كلمات معاني وأفكاراً دقيقة يتطلب فهمها كاملة معلومات سابقة غزيرة، وعقلاً مستيقظاً، وذكاءً؛ وحتى بحوثها المملة في علوم الدين، والنفس، والفلك، تمتاز بدقة في اللفظ وغزارة في المادة، لا يستطيع أن يجاريها فيهما أو يستمتع بهما إلاّ الفيلسوف المدرسي. ذلك أن دانتي كان يحيا في عصره حياة قوية عميقة تكاد قصيدته بسببها أن تتحطم تحت عبء الإشارات إلى الحوادث والمعاني المعاصرة التي لا يمكن فهمها إلاّ إذا أضيف إليها كثير من الشروح التي تعطل تتابع القصة.
وكان يحب أن يعلم الناس، ولهذا أراد أن يفرغ في قصيدة واحدة ما تعلمه كله تقريباً، وكانت النتيجة أن البيت الحي من الشعر يرقد إلى جانب السخافات الميتة، ويضعف جمال بياتريس وفتنتها بأن ينطقها بما يحبه ويكرهه في الشئون السياسية. وهو يقطع قصته ليصب جام غضبه على مائة مدينة أو جماعة أو فرد، ويغرق ملحمته أحياناً في بحر من السباب؛ وهو متيم بحب إيطاليا؛ ولكن بولونيا مليئة بالقوادين، وفلورنس هي الثمرة المحبوبة من ثمار الشيطان، وبستونيا حظيرة للوحوش، وجنوى «استشرى فيها الفساد»؛ وأما بيزا «ألا لعنة الله على بيزا! ألا ليت نهر الآرنو يسد عند مصبه، ويغرق بيزا كلها، بما فيها من حرث ونسل، تحت مياهه الصاخبة». ويظن دانتي أن «الحكمة العليا، والحب الأزلي» هما اللذان خلقا الجحيم. وهو يعد بأن يزيل الجليد لحظة من الزمان عن عيني البريجو إذا ما أخبره هذا باسمه وقص عليه قصته. ويجيبه البريجو إلى ما طلب ويرجوه أن ينجز ما وعد- ويقول «مد إليَّ يدك، وافتح عيني!» - ويواصل دانتي حديثه قائلاً: ولكنني «لم أفتحهما له؛ لأن الوقاحة معه هي المجاملة بعينها». ألا إننا سننجو جميعاً من العذاب إذا كان رجل مليء قلبه بهذا الغل يستطيع أن يطوف به طائف خلال الجنة.
ومع هذا كله فإن قصيدته أعظم كتب العصور الوسطى، ومن أعظم كتب التاريخ بأجمعه. ذلك بأن تجمع قوتها وغزارة مادتها تدريجياً خلال أغانيها البالغ عددها مائة أغنية تجربة لا يستطيع قارئ أكمل قراءتها أن ينساها؛ وهي كما قال فيها كارليل أعظم القصائد إخلاصاً؛ فليس فيها شيء من الادعاء، أو الملق، أو التواضع الكاذب، أو الخنوع، أو الجبن؛ بل إن أقوى رجال ذلك العصر، ومنهم البابا الذي يدّعي أنه صاحب السلطان الأعلى، يهاجمون بقوة وحرارة ليس لهما في الشعر كله مثيل. وفيها فضلاً عن هذا كله خيال وثّاب يسري فيها كلها ويبعث فيها القوة، ويغالب شيكسبير لينتزع منه لواء الشعر: فيها صور واضحة حية لأشياء لم يرها الأرباب أو البشر؛ ووصف الطبيعة لا تستطيعه إلاّ روح يقظة قوية الملاحظة مرهفة الحس؛ وقصص قصيرة، كقصة فرانسسكا وأجلينو، تجمع المآسي العظيمة في حيز صغير دون أن تترك منها شيئا ذا بال. نعم إن هذا الرجل خلو من الفكاهة، ولكن فيه حُبًّاً ظل حتى أحالته المصائب لاهوتاً.
ويبلغ دانتي آخر الأمر بقصيدته مرتبة السمو. نعم إننا لا نجد في ملحمته ما نجده في الإلياذة من تيار الحياة الجارف أو تتابع الحوادث سراعاً، كما أننا لا نجد فيها ما في شعر فرجيل من انسياب سهل هادئ، أو يمتاز به شكسبير من إدراك شامل، وتسامح، وغفران الذنوب؛ ولكن فيها عظمة، وقوة معذبة نصف همجية تستبق ميكل أنجلو وتنبئ بقدومه؛ وإذ كان دانتي ممن يحبون النظام كما يحبون الراية، فقد قيد عواطفه ورؤياه فخلع عليهما صورة محددة، ولهذا أخرج قصيدة ذات قوة ماثلة أمام أعيينا لم يصل إلى مثلها إنسان آخر من بعده. وقد ظلت إيطاليا طوال القرون التي أعقبت عصره تجله وترى فيه الرجل الذي حرز لغتها الذهبية من القيود؛ وتلقى بترارك ويوكاشيو ومائة غيرهما من الأدباء الإلهام من وقائعه وفنه، ورددت أوروبا كلها أصداء قصة المنفّي الفخور الذي سار إلى الجحيم ثم عاد منها ولم يبتسم قط بعد عودته.

## الترجمات
تمت ترجمة الكوميديا الإلهية ترجمات متعددة في أوقات مختلفة لعدة لغات. من أبرزها ما يلي:
- قام أنطوتيو ريفارول (1753-1801) ولامينايث (1782-1854) بترجمتها إلى الفرنسية.
- كان هنري وادسورث لونج فيلو (1807-1882) هو أول مترجم أمريكي ترجمها إلى الإنجليزية واستكمل عمله في عام1867.
- وقد ترجمها جيوفاني بترولونجو (1856-1941) إلى الأسبرانتو.
- قام المونسنيور بادريج دي برون (1889-1960) بترجمتها إلى الايرلندية وتم نشرها في وقت لاحق.
- كانت أول ترجمة لاتينية لبيرتولدي جيوفاني دا سيرافالي، أسقف فيرمو وفانو، خلال مجلس كونستانس. وتم الانتهاء من الترجمة عام 1417 وتم عمل أول طابعة لها في عام 1891.
- وكان ميخالي بابيتث (1883-1941) أول من ترجمها إلى المجرية في عامي 1913 و 1923.
- كما ترجمها الأرجنتيني بارتولومي ميتر (1821-1906) إلى الكستيانو.
- وترجمها شيكلانا الإيطالي المتأسبن (1935-1998) إلى القشتالية.
- وترجمها المؤرخ المصري حسن عثمان (1892-1968) إلى اللغة العربية 
وكانت هناك جهود حثيثة لترجمة الكوميديا إلى اللغة العربية. نذكر منها على سبيل المثال ترجمة عبود أبي راشد النثرية  "للكوميديا" بعنوان "الرحلة الدانتية في الممالك الإلهية"، بأجزائها جهنم والمطهر والنعيم" عام 1930–1933. في عام 1938 قام المحامي الأردني أمين أبو شعر بنشر كتاب "جحيم دانتي". ثم كانت الترجمة الأخرى للأستاذ الدكتور حسن عثمان (الترجمة الأشهر وقد ترجمها من اللغة الأم وليس عن لغة وسيطة)، وهناك أيضا ترجمة الشاعر العراقي كاظم جهاد، التي قام بها بدعم من منظمة اليونسكو وقد ترجمها عن الفرنسية، وكذلك ترجمها السوري حنّا عبود عن الإنجليزية. وأخيرا صدرت ترجمة لها في ثلاثة أجزاء عن دار مداد للطباعة والنشر بدولة الإمارات متضمنةً مقدمة وافية عنها. وقد ترجمها عن الأصل الإيطالي كل من د.عبد الله عبد العاطي النجار وعصام السيد علي.

## التأثير الإسلامي
لقد كانت وبقيت الكوميديا الإلهية ل«دانتي»، لغاية القرن التاسع عشر، تتمتع بخصوصيتها الأدبية النادرة والفريدة. ولقد كانت تتمتع وتحظى، في الوسط الأدبي الأوروبي، بطابعها الأدبي اللاتيني الرفيع، كمرجع أساسي للوطنية الإيطالية، والعبقرية المسيحية للقرون الوسطى. ولقد حظيت في الوقت نفسه باهتمامات نقدية عديدة جعلت منها، أو حاولت إن صح التعبير، أن تكون نشيدا للإنسانية جمعاء، تلك التي سيحررها «دانتي» من جاهلية القرون الظلامية، لتصبح نبراسا للعقل المتحرر الآتي. وبهذا الخصوص، فإن نظرتنا لهذا الزعم «الإبداعي الخالد»، تختلف تماما، الشيء الذي سنوضحه بالتحليل والتبرير، في سياق هذه الدراسة وخاتمتها. ولنعد أولا وقبل كل شيء، في الشروع لتبيين المصادر والموارد التي استقى منها «دانتي» نموذج صور وأفكار «الكوميديا الإلهية». ومستثنين في هذه الأثناء المراجع الإغريقية واللاتينبة التي لعبت بالفعل دورا كبيرا في تطعيم الكوميديا بأبطالها الشهيرين وآفاقها «الأسطورية».
بالفعل لقد بقي نصيب لا يستهان به من المصادر الحقيقية خفيا، لقرون عديدة، كما هي العادة فيما يتعلق بالمصموت عنه، داخل التراث الأوربي، لغاية ما فجّر، القس والباحث الإسباني «دون مݣيل أسين بلاسيوس، 1871-1944» قنبلة خطابية فيما يتعلق بالمسكوت عنه، حين أشار لأول مرة لمرجعية النصوص التراثية الإسلامية للكوميديا الإلهية. و«بلاسيوس» هذا يعد من المختصين الإسبانيين، بالمخطوطات العربية الإسلامية، الشيء الذي سنبينه بالتفصيل فيما بعد. وبعد وفاته تناول الموضوع في مستهل الخمسينات للقرن العشرين المستشرق الإيطالي «كيدو بللاتي ششولي»، في دراسة قيمة، ذكر فيها، على سبيل المثال، كيف وصلت ل«دانتي» «رسالة الغفران» المعرية. ولقد ذكر بهذه المناسبة، كسلفه «بلاسيوس»، ذاك الدور الأساسي الذي لعبه ملك قشتالة «ألفونس العاشر، 1221-1284» الملقب بالحكيم، في نقل التراث العربي الأندلسي ترجمة إلى اللغة القشتالية، والفرنسية القديمة في تلك الفترة. وعلى هذا الدرب نفسه، سار الباحث الفرنسي «رنيه ݣينون، 1886-1951» الذي أصبح يسمى ب «عبد الواحد يحيى»، بعد انخراطه في الطرق الصوفية، موضحا بتفصيل أدق، كيفية وصول النصوص العربية الأساسية، التي بنى عليها «دانتي» رسالته السماوية. وفي هذا السياق، تعرض لظاهرة النقل عند «دانتي»، وأوضح أهمية تأثير التراث العربي عليه. ولقد انتبه إلى هؤلاء الباحثين الغربيين، عدد لا يستهان به من الباحثين العرب، منهم المؤيد ومنهم الرافض، ومنهم من بقي في المنزلة بين المنزلتين. ونذكر منهم على سبيل المثال لا الحصر: زكي مبارك، وشوقي ضيف، بنت الشاطئ، جرجي زيدان، وطه حسين. ولنعد من جديد للنخبة الأوربية للوقوف بنوع من التحقيق مع آراء «رنيه ݣينون». لقد تناول هذا الكاتب بالبحث، ظاهرة التصوف الإسلامي من ناحية، كما ظاهرة المذاهب الباطنية من جهة أخرى، تلك التي كانت متفشية في أوروبا، خلال القرون الوسطى. وهو يرى، في اعتماد «دانتي» على «ڤرجيل»، في نشيده السابع من «الإنيادة»، إشارة مباشرة، لتلك الدوائر «الڤرجيلية» التي كانت حلقاتها السرية، متواجدة حقا، لدى بعض النخب المثقفة آنذاك. ويعزز هذه الإشارة، أو هذه الملاحظة، بخصوص الدوائر الباطنية، ما ساقه الباحث والمؤرخ الفرنسي «هنري فوڤيت»، في دراسة له وافية عن الكوميديا الإلهية، حين عرض بالشرح لمسألة الرموز الرقمية الثلاثية، ومضاعفاتها التي استخدمها «دانتي»، في بناء رسالته السماوية. أنظر المراجع التي وثقناها بهذا الخصوص، وكذلك بحثه الضخم «دانتي، مدخل إلى دراسة الكوميديا الإلهية». وبالعودة من جديد إلى «رنيه كينون»، فإنه يرى اعتمادا على أبحاث «بلاسيوس»، بأن النص المرجعي الحقيقي الذي اعتمد عليه «دانتي» يتمثل بالأساس، في مؤلف محي الدين بن عربي، «كتاب الأسرار» بالإضافة إلى مجموعة محي الدين بن عربي «الفتوحات المكية». بل يضيف مرجعا نادرا آخر، ألا وهو الحكايات الشعبية الأندلسية عن مسألة المعراج، التي كانت جد متفشية في الأوساط الشعبية آنذاك. ومن جانبه، يقدم المستشرق «هنري كوربان»، المختص في ميدان التصوف الإيراني بشكل خاص، معتمدا هو الآخر على نتائج «أسين بلاسيوس»، المقارنة بين الكوميديا الإلهية والمراجع الإسلامية. و«أسين بلاسيوس» كان قد أوضح في كتابه «كوميديا دانتي والمصادر الإسلامية»، أوجه الشبه المتعددة، التي تتفق في الشكل كما في المضمون بين هذه وتلك. وهذا بالتغاضي مؤقتا، على كل من الآثار، أو المقاطع، الواردة في كتبه الأخرى، ك«الوليمة» و«الحياة الجديدة». ومن أوجه المقارنة هذه نسوق مثلا:
فيما يتعلق بالحكايات الشعبية، ثمة كتاب قديم لمؤلف عربي مجهول، كان قد ترجم إلى اللاتينية في (القرن الثاني عشر)، قد خرج إلى الوجود مؤخرا، تحت عنوان «كتاب سُلّم محمد» وترجمته الفرنسية نقلا عن اللاتينية متوفرة لدينا الآن، أم الأصل العربي فمفقود، وهو يعزز أطروحة «بلاسيوس».
ومما سقط من مقدمة هذا الكتاب المطبوع أخيرا، وبقي في نصوص قديمة أخرى، نقف على حيوانات تعترض طريق حاج، وتتمثل في أسد وذئبة. (فيما يتعلق بالنص الشعبي)
في مستهل الكوميديا الإلهية، تعترض المسافر الراوية ثلاثة حيوانات: أسد وذئب وفهد.
ڤرجيل بعث كمرشد ل«دانتي» كما بعث جبريل كمرشد لرسول الإسلام محمد
الجحيم قد ورد في النصين المذكورين أعلاه بشكل متماثل، كتصوير الجحيم على شاكلة خزان عميق يتألف من أطباق وأدرج دائرية.
كل طبق ينقسم بدوره إلى أطباق أخرى، لتصل أخيرا إلى الجحيم المتواجد تحت مدينة القدس في النصين.
وللخروج من الجحيم من أجل الصعود نحو الفردوس، يعمد «دانتي» من أجل ذاك إلى ثلاثة أنواع من الوضوء، وهو الوضوء نفسه الذي تعتمده الحكاية الإسلامية، معرفة إياه كوضوء روحي من أجل التعريج إلى الفردوس.
في كلا النصين: نقف على امرأة تعترض طريق الرسول محمد في النص العربي (وهي رمز للإغراء الدنيوي) وأخرى تعترض طريق دانتي في سفره، تمثيلا للإغراء نفسه، الذي اشرنا إليه.
الحراس الذين يستأذن منهم، في الدخول إلى الجنة أو النار، يتواجدون في النصين.
إن السلم الذهبي الذي نجده في الكوميديا ذاك الممتد من «زحل» إلى السماء الأخيرة، هو السلم نفسه «المعراج»، الذي يعرضه جبريل في النص العربي للعروج إلى السماوات.
إن هندسة الأجواء السماوية، التي تتم عبرها رحلة المعراج، تتواجد هي نفسها، وبنفس العدد، في كلا النصين.
كلا النصين ينتهيان عند سدرة المنتهى، بحضرة النور الإلهي الشعشعاني.
ثم يختم ملاحظاته عن تواجد عدة وجوه من المفكرين والعلماء المسلمين، في كلا النصين قائلا:«وكل هذا التشابه ليس محض صدفة».
وأخيرا إن المعنى التمثيلي في الرسالتين يتلخص في المعنى الأخلاقي، وهو يشير في كلا النصين إلى أهمية إحياء الروح وتطهيرها، وملخص الرحلة وسعادتها، تكمن في معرفة الله.
لقد كانت هذه المقابلة النصية، هي أول مقارنة عقدناها عبر الملاحظات القيمة التي أدلى بها «رنيه ݣينون». وحتى لا نقف عند هذا الحد، ولو حدا بنا هذا البحث، إلى تكرار بعض الشواهد والملاحظات هذه، التي سبق لنا وذكرناها، في معرض هذه الدراسة. ولسوف نعمد من جديد، إلى نص آخر للمستشرق الإيطالي، المختص في المخطوطات العربية والأدبيات الإسلامية «كيدو بللاتي» حول ما سماه في بحثه ب«الحضور الإسلامي ومؤثراته في أعمال دانتي الليجييري». ويرى هذا الباحث بأن الإسلام يؤكد حضوره، في مجموع ما أنتجه «دانتي» من مراسلات، ورسائل شعرية. ويرى بأننا نقف في الكوميديا الإلهية، على اسم رسول الإسلام، وأسماء رجال حكومة ورجال دين، كما على رجال أدب وفلسفة وعلوم من أمثال: «الرسول محمد، وعلي بن أبي طالب، وصلاح الدين الأيوبي، وابن سينا، وابن رشد. كما نقف له في مصادر أخرى، من أمثال «الوليمة»، على أسماء شخصيات إسلامية ك:» العالم الفلكي أبو المعاشر، والعالم الفلكي الفرغاني، والعالم الفلكي البطروجي. ومن مجموعته المسماة ب«الرسائل»، والتي يستهلها بالتهنئة لوصول الملك «هنري السابع» إلى إيطاليا، نقف له على موقف افتخاره بهذا القادم الجديد، الذي يأمل فيه أن يخلص أرض إيطاليا من كل تواجد عربي. ثم يعرض لتلك الوجوه التي سبق وأشرنا إليها في الرسالة السماوية، ويخلص منها ليتوقف عند تلك الأزمة المباحثية الممتدة ما بين 1919 و 1949. ويعرض بالمناسبة، من وجهة نظره الخاصة، لتلك الضجة التي أثارها الباحث الإسباني «دون ميݣيل أسين بلاسيوس». ويذكر بهذا الخصوص، مؤلفاته الهامة المتعلقة بهذا الموضوع، ك«المظاهر الإسلامية للجنة والنار في الكوميديا الإلهية» وكذلك «الإسلام المُمَسّح» و«دانتي والإسلام» و«تاريخ ونقد للجدال». و«بلاسيوس» كان قد أخرج أول أعماله سنة 1919، والثاني السابق الذكر سنة 1929. وبالفعل لقد أثارت هذه الدراسات المستحدثة على الساحة النقدية التراثية، ضجة كبرى لدى المهتمين. وإذا صح التعبير، نقول بأنها قد أثارت ردود فعل كبيرة في أوروبا عموما، وإيطاليا بوجه خاص، في هذه المرحلة التي عقبت الحرب العالمية الأولى، حيث كانت إيطاليا بصدد الاحتفاء بالذكرى المأوية لمفكرها الوطني الخالد «دانتي». ومن جديد يطرح المستشرق «كيدو بللاتي» مسألة تلك الحجج القاطعة، التي وردت عند الباحث «دون ميݣيل أسين بلاسيوس» عبر المصادر الإسلامية التي استند عليها ومنها:
القرآن الكريم كأصل ومصدر لقصة المعراج.
الأحاديث النبوية.
السيرة النبوية، لابن إسحاق والطبري.
حكايات المعراج المستقاة من القصص الشعبي.
كتاب الإسراء لمحي الدين بن عربي.
كتاب عالم الرجوع للأفغاني «حكيم سنائي».
رسالة الغفران لأبي العلاء المعري.
رسالة التوابع والزوابع لابن شهيد الأندلسي.
قصص الأنبياء للثعالبي، التي ورد فيها، كل ما يتعلق بهذه التشكيلات السماوية وطبقاتها ودرجاتها، والواردة أيضا في"كتاب السلم المحمدي.
وكل هذه الكتب كانت متواجدة ترجماتها، قبل القرن الثالث عشر. وخصوصا أن المكتبة «الطُّلَيْطِلِيّة» التي كانت متواجدة تحت حكم الملك القشتالي «ألفونس العاشر» كانت تزخر بالنصوص العربية المنقولة إلى اللاتينية، والقشتالية، والفرنسية العامية آنذاك. ويرى هذا الباحث في ميدان الإسلاميات، بأنه من الضرورة بمكان، إضافة النصوص الشفهية المتعلقة بأدبيات المعراج، التي كنت شائعة في الأوساط الشعبية آنذاك. ويقصد التي ضاعت بسبب قلة وندرة الكتابة، في هذه المرحلة من القرون الوسطى الأوربية. وبخصوص هذا المصدر الشفهي يرى الباحث بأن «دانتي» قد يكون مما لا شك فيه، أنه تلقى شفهيا بعض هذه الروايات عبر أصدقائه الذين كانوا متواجدين بمملكة «قشتالة» وبالخصوص صديقه الشخصي «بنيتو لاتيني» الذي كان يشغل منصب السفارة، بين «الڤاتكان» و«قشتالة». وبالإضافة لكل هذا، هنالك من يمضي لغاية الافتراض بأن «دانتي» كانت له معرفة، ولو مبدئية، باللغة العربية. والدليل الذي يساق بهذا الخصوص، بعض المفردات كما بعض الأبيات الشعرية، التي وردت حرفيا في «الكوميديا الإلهية» بصيغتها العربية الصريحة، بأبجدية لاتينية. ونسوق منها على سبيل المثال لا الحصر:
«باب الشيطان، باب الشيطان غلب» (الجحيم 8 – 7)
«إرأف بي وامنع عذابي وألمي» (الجحيم 31 – 67)
«رفائيل معي يمشي بهذا العلم» (الجحيم 31 – 66)
لقد كانت هذه مجمل الشهادات، التي فتحت باب إعادة النظر، في المستور عنه، من الأدبيات العربية، في طيات الوثائق الأوربية. ولقد عادت هذه الضجة من جديد، في مستهل الخمسينات من القرن العشرين. وكان باعثها هذه المرة، كلا من المستشرق الإسباني "مونيوز سندينو" والمستشرق الإيطالي "إنريكو شيروللي". فهذان الباحثان قد نشرا، وفي الوقت نفسه تقريبا، الكتاب الذي سبق وتحدثنا عنه في سياق هذا البحث، ألا وهو " كتاب السلّم المحمدي". ويعد هذا المؤلف، المُجَمّع الحقيقي للحكايات الشعبية، العربية الإسلامية، المتعلقة بأدبيات المعراج. ولنا منه نسخة حديثة حصلنا عليها، عن دار النشر "الأحرف القوطية". ونذكر القارئ الكريم بخصوص هذا الكتاب وما ورد فيه، بأن مسألة السلم السماوي، لم تكن محض اختراع للخيال الشعبي، وإنما انحدرت إليه عبر مصادر إسلامية موثوقة. ومن بين هذه المصادر، نسوق على سبيل المثال لا الحصر، بعض ما ورد في كتاب "الفتح الباري" ملخصا بقلم عبد الله حجاج، من كتابه "الإسراء والمعراج". فحسب رواية لمالك ابن صعصعة، " أن رسول الإسلام لم يمتط البراق للتعريج إلى السماء، وإنما تحقق له ذلك بواسطة «المعراج» الذي هو عبارة عن سلم، مثلما ورد في الحديث الذي رواه أبو سعيد والوارد في كتاب "الدلائل"، عن الشيخين: ابن عشاق والبيهقي.
وإذا كان "إنريكو شيروللي" قد اتخذ موقفا سلبيا من «بلاسيوس» غير مقتنع بأطروحته فإن "مونيوز سندينو" من جهته، قد وجد في هذا المؤلف الأخير، الحجة القاطعة التي كان يفتقر إليها "أسين بلاسيوس". بالفعل لقد أعيد النظر في أطروحة "أسين بلاسيوس". وجاء من بعده، مشرفه "كارلو أوصولا" المهتم بأعماله، ليثبت صحة ما ذهب إليه أستاذه «بلاسيوس»، خصوصا، بالأدلة القاطعة التي وردت في كتاب "السلم المحمدي"، الذي تحقق نشره بعد وفاته. وساق من جديد دليل أستاذه في إشارته لشخصية "برينو لاتيني"، الذي كان سفيرا لجمهورية فلورنسا في إسبانيا، لدى الملك «ألفونس العاشر»، من فبراير لغاية سبتمبر من سنة 1260. وهو الذي ينعته دانتي ب "أستاذي" في كتابه "الكوميديا الإلهية (النشيد الخامس عشر من كتاب الجحيم). وترى الباحثة الإيطالية "مارية كورتي" من جانبها، بأن بنية "كتاب السلم المحمدي"، قد أثرت بشكل عميق في نفسية «دانتي» وفي تشكيلة «الكوميديا الإلهية». ونرى من جانبنا باختصار، بأن «الكوميديا الإلهية» في خطابها الديني الخفي، قد جاءت كرد فعل واع على الأدبيات المعراجية الإسلامية، التي سبقتها إلى احتلال موقع السماء، والسيطرة على فضاءاتها الروحانية باسم الإسلام ورسالة رسوله المحمدية الخالدة. ونكتفي بهذا القدر من التوضيح، ولسوف نحيل القارئ الكريم في ختام هذا البحث، إلى عدة مصادر ومراجع، كيما يكمل معلوماته بخصوص هذه المباحث المعارجية.

## النقد
لقد باتت موهبة دانتي الخلاقة وقدرته المدهشة على انتقاء الرمز المحدد الذي يحتاج إليه أشد مضاء بسبب ميل الشاعر إلى الإيجاز.

فمثلاً في الجحيم يرى عذاب محبي اللذة ثمة اعصار عاصف يرمز للأهواء حيث يجرف المعذبين وكأنهم أوراق الخريف المتساقطة تطاردها الريح ؛ حيث يلفت انتباه دانتي ظلان يتعانقان في رقة لايفترق أحدهما عن الآخر ولوللحظة من الزمن فيتحدث اليهما فيسمع قصة فرانشيسكا التي أحبت أخا زوجها فقتل الزوج الاثنين معاً.
وتُعد هذه الملحمة من نواح عدة، قصيدة حب تمتدح جمال بياتريس الأخلاقي، وقدرتها على الوصول بدانتي إلى رؤية الخير الأعظم، إذ إنها تقوده خلال طبقات السماوات العشر، حيث يلتقي بأرواح المباركين. ويقف دانتي في بهجة ونشوة، ويتفهم في النهاية الحقيقة النهائية للحياة وما يعنيه الكون. وتذهب جماعة من مؤرخي الأدب ونقاده إلى أن دانتي تأثر في هذا العمل بقصة «الإسراء والمعراج» وربما أيضًا برسالة الغفران لأبي العلاء المعري (ت449هـ، 1057م) وأخذ الفكرة والمنهج عنه.
لا يزال دانتي ينعم بشهرة عالمية، وتعود أهمية الكوميديا الإلهية بعد ما يزيد عن ستة قرون إلى أنها أظهرت فكر أبناء فلورنسا، أكثر المدن الإيطالية أهمية آنذاك، وأكثرها نفوذاً على الصعيد الديني، إضافة إلى أن نفحة أفلاطونية فاحت منها في القرن الرابع عشر، مما تجلى في قصائد دانتي خاصة. كما تميزت الكوميديا الإلهية بأسلوب سلس وبسيط أبرز قدرة الشاعر على بناء صرح أدبي من صروح العصور الوسطى، شبهه النقاد بكاتدرائية تحيطها رهبة لا تزال تقلق الإنسان وتذكره بنهايته.
قبعت الكوميديا الإلهية في غور النسيان ما يزيد على ثلاثة قرون، ثم خرجت في القرن التاسع عشر لترى النور من جديد، وسط مناخ أوربي حر ورومنسي، وهي مترجمة إلى عدة لغات منها العربية. وقد رأى الشاعر الفرنسي فكتور هوغو أن دانتي يُعَد من العقول الخصبة وستبقى ذكراه خالدة في الفكر الأدبي لأنه وضع الإله الخالق في جوهر كتاباته والكون على هامشها. وقد أظهر المستشرق والباحث الإسپاني القس ميگيل أسين پلاثيوس، في رسالة الدكتوراه التي ناقشها تحت عنوان «علم الآخرة الإسلامي في الملهاة الإلهية»La Escatologia musulmana en la Divina comedia عام (1919)، أن رؤى جهنم والفردوس في الكوميديا الإلهية مقتبسة من الإسراء والمعراج. وأثارت هذه الرسالة تساؤلات حول مدى اطلاع دانتي على مؤلفات ابن عربي أو رؤية أبو العلاء المعري في رسالة الغفران.
وقد ذكر دانتي في الكوميديا الإلهية صلاح الدين، ابن سينا، وابن رشد إلى جانب سقراط وأفلاطون وغيرهم من كبار المفكرين في إطار تلاقي الفكر الشرقي والغربي في البحث عن الحقيقة.
لقد صور دانتي هذه القصة من خلال فرانشيسكا التي أحبت أخا زوجها من خلال عاطفتها الجياشة فالمحبان كانا كاثنين أرضيين قبل الموت يعانيان آلامهما ويرشفان كؤوس المرارة فالزوج القاتل سيلقى جزاءه في السماء.

أما باولو فلن يفترق عن فرانشيسكا أبدا ولكي يؤكد الشاعر ذلك الشعور بالتعاطف مع فرانشيسكا يروي القصة على لسانها أما باولو فيظل صامتاً يؤيد أقوالها بنشيج مكبوت وينهي دانتي هذه القصة بصيغة غامضة حيث تروي فرانشيسكا حادثة موتها ملمحة إلى مصرعها المذل المهمين.فالعاشقان قتلا في اللحظة التي أدرك كل منهما حبه للآخر.

ثم تأتي الخاتمة فبعد أن يسمع دانتي الذي عرف قلبه آلام الحب، قصة فرانشيسكا يسقط على الأرض فاقد الوعي ويلفنا من جديد صوت الاعصار الذي يجرف العاشقين في باطن الأرض ليواصلا الدوران في الجحيم إلى الأبد.
لقد أصبح «دانتي» عبر الكوميديا الإلهية، بشكل خاص، وعبر رسائله ومنظوماته الشعرية الأخرى، رمزا للوحدة الوطنية الإيطالية. ولقد استغلته بالمناسبة، الواجهات الأوربية الغربية منها، على وجه التحديد، لتجعل منه المدافع عن المسيحية اللاتينية، في وجه خصومها بامتياز. ووجها للعبقرية الخيالية والفكرية «القروسطية» المفترضة. ولقد حظيت هذه الكوميديا في الأوساط الأدبية الأوربية، باهتمامات، ودراسات، وتفسيرات لا تعد ولا تحصى. إلا أن المهتمين بهذه الكوميديا، والحالة هذه، قد استتروا، وغيبوا طيّ النسيان، كل مصادرها الإسلامية المتعلقة بها. وبالفعل، لم يمط القناع عن هذه التسترات، إلا في أواخر القرن التاسع عشر، وبداية القرن العشرين. ولقد سبق لنا أن أدرجنا في هذه الدراسة، مواقف كل من «بلاسيوس» و«ݣنون» وغيرهم من المستعربين. وهمنا كان ينصب بالدرجة الأولى، على ما يتصل ويتعلق بأداء الأمانة الأدبية، التي كانت من وراء هذه الضجة «الدّانتية» الأخيرة. بل إنها قد فضحت من جديد، وبطرقة غير مباشرة، عدم أو بالأحرى انعدام الأمانة بشكل مقصود ومتعمد، لدى معظم الأدباء الغربيين. هؤلاء الذين كانوا يسطون على مخطوطات عربية عن دراية وعلم بقيمتها الوثائقية، ثم ينسبونها بعد تحريفها، أو استبدال منشئيها، إلى أنفسهم، وإبداعاتهم الخاصة. ولعل الخبيرة الألمانية «سݣرد هنكة»، في دراستها القيمة «شمس الله تسطع على الغرب»، كانت أكبر دليل، على فضح وتعرية، هذه الأنانية الغربية المرضية، حين أشارت إلى ذاك الكم الهائل من المصادر العربية الإسلامية التي اعتمد عليها الغرب، في النهوض بصحوته، والخروج من عصوره الظّلامية. لقد أشارت موثقة إلى مجموعة من المصادر العلمية، والفلسفية، والأدبية، والمدنية الحضارية، التي اعتمد عليها الغرب، انطلاقا من القرون الوسطى، إلى غاية النهضة الأوربية وما بعدها، في بناء مقومات آلياته الفكرية المعاصرة. وكذلك جاء موقف الباحث العلمي «ألدو بيللي»، في بحثه الضخم عن «المصادر والمراجع العلمية الإسلامية». وكذلك كان موقف، الباحث والفقيه اللغوي الفرنسي «تيوفيل ݣوتييه»، حين صرح في إحدى دراساته عن الحضارة العربية الإسلامية قائلا:«لقد تتلمذ العرب على يد أساتذة الإغريق، وتفوقوا عليهم، وأصبحوا فيما بعد، أساتذة لكل من جاء بعدهم». وبالعودة إلى «الكوميديا الإلهية»، نضيف قائلين، بأنه بالرغم من أن هدفها الأساسي، قد كان موجها، ومدفوعا بمحركات ودوافع دينية، إلا أنها في ختام المطاف، قد جاءت مخيبة حتى لهذه الرغبة الدفينة. وهذه الخيبة قد نتجت، عن طرح الكوميديا لمفهوم الإنسانية، في إطار متشائم وبئيس. وهذا التصور في حد ذاته، لم يكن سوى تعبيرا صادقا وصريحا للتصورات الكنائسية السوداوية في تلك الفترة. خصوصا حين وضعت الإنسان، موضع الخطيئة البدائية، وحملته كل الشرور والرذائل والمخازي، التي بإمكانه اقترافها أو ملاقاتها، في مساره الدنيوي. وهذا بالذات ما حدا بالفيلسوف الألماني «شوبنهاور» بعد قراءتها، أن يصرح قائلا بصددها «إنها تمثل المظاهر الأكثر قرافة للرسالة الدينية». لأنه كان يرى فيها خاصة، وجوها للعنف والقسوة. وكذلك كان رأي الباحثة التاريخية، والأديبة الفرنسية «جاكلين رسيت»، التي قامت بترجمة النص الإيطالي إلى اللغة الفرنسية. فهي ترى في الكوميديا «صورة سوداوية لمصير، أو لما ستصير عليه الإنسانية في المستقبل».
وفي هذا السياق، يتقابل هذا التصور الدّانتي التراجيدي، بالتصور العربي الإسلامي، الذي ورد في «رسالة الغفران» لأبي العلاء المعري، لأصبنا بالدهشة، مُباشَرَة. فشيخ المعرة، يقود في رسالته السماوية، صديقه ابن القارح، في جولة خيالية عبر فضاءات الجِنان والفراديس، والجحيم وجهنم، بأسلوب فكاهي ساخر، دافعه الأساسي اختراق مجاهل اللغة، بكل أسرارها وأساليبها وتقنياتها النحوية والبلاغية، وهدفه النهائي، هو تحقيق كل هذا، عبر كوميديا فكهة، إن لم نقل متهكمة ومستهزئة. وكل هذا لا يخلو من رحمة ومغفرة وتسامح، مع من كنا نتصورهم، من أهالي النار، وإذا بهم ينعمون بالخلد في الجنان الوارفة، بسبب بيت شعري أو اثنين قالوه في حياتهم الدنيوية. إن طابع التفاؤل، بل الدعابة واضح وجلي في رسالة المعري. وصاحبنا من جهته كموسوعة لغوية، راح يبين لنا من خلال خياله الجانح، عن مدى عبقريته اللغوية، وعن مدى اضطلاعه، وإحاطته بأسباب اللغة العربية، وفقهاء لغتها، وشعرائها، ونحوييها. بل بالإضافة لكل هذا، اهتماماته بغريب اللغة وقاموسها المتميز. وذلك بأسلوب مزدوج، نثري (سجعي)، وشعري مقفى، في منتهى الروعة الأدبية. والحوارات التي كان يجريها الشيخ مع سكان تلك الديار الخالدة، كانت تتميز بالسخرية أحيانا، وبالرقة والعاطفة والتأسف، أحيانا أخرى. بالفعل لقد لاقينا صعوبة، في قراءة «رسالة الغفران»، بسبب أسلوبها المحكم، ولغتها المغلقة على مفرداتها الغريبة، ومع ذلك فلقد وجدنا فيها متعة كبيرة، ونحن نجوب آفاق خيالاتها الأدبية الرائعة. وهي من هذه الناحية، تفوق «الكوميديا الإلهية» من حيث فضل سبقها لابتكار الموضوع، وابتداع فن أدبي حديث آنذاك، على الساحة الأدبية. وهذا التصور الأدبي المعرّي، هو بدوره، لا نتصوره إلا امتدادا للأدبيات العربية الإسلامية، التي مهدت له، وساهمت في إخراجه. ونحن نقصد، اعتماد المعري على الخيال القرآني أولا، الذي كان أول من تحدث بتمثيلات مدهشة عن عوالم الجنة والنار، بالإضافة إلى الأدبيات الفقهية الروائية التي استقت منه واستفاضت في تفسيره. فالقصص القرآني، بالإضافة إلى الأحاديث والسير النبوية، وأقاصيص الأنبياء، كلها تناولت نوعا ما، أحيانا باختصار، وأخرى بإسهاب، معجزة الإسراء والمعراج المحمدية. وهذا بالذات ما دفع بالباحث الإسباني «أسين بلاسيوس»، أن يشير إلى رسالة «الإسراء» للشيخ محي الدين بن عربي، كما للحكايات الشعبية، الدارجة آنذاك بخصوص هذه المعجزة المعراجية. ولقد اعتبرها المرجع الأساسي الذي استقت منه «الكوميديا الإلهية» مادة موضوعها الأدبي. ونضيف من جانبنا، بأن هذا الجنس الأدبي المتميز، نصادفه أيضا في رسالة أندلسية «التوابع والزوابع»، لكاتبها ابن شهيد الأندلسي. وهي فيما يبدو، حسب المحققين، قد سبقت «رسالة الغفران» في التأليف، إن لم تكن متزامنة معها. والأديب هو، أبو عامر أحمد بن عبد الملك، المولود والمتوفي في قرطبة (323 – 393 هج / 935 – 1003 م). ولقد شغل ابن شهيد منصب الوزارة، في ظلال الدولة العامرية. وهذه الدولة، تعتبر فترة حكمها، من أجمل ما تمتعت به الأندلس من عز ورقي. ولقد وصلت السيادة الإسلامية فيها على ما جاورها من أمم، قمة النفوذ الحضاري والعسكري معا. وكذلك كان شأن الأدب والعلوم، والمباحث الدينية، في هذه الفترة. ورسالة «التوابع والزوابع» هذه، قد تعد باكورة لإبداع خيالي منقطع النظير. وخلاصتها، أن ابن شهيد يقصد «بالتوابع»، الجن التي كانت تتبع الشعراء وتروعهم. و«بالزوابع» رؤساء الشياطين أو العظماء منهم. وتتلخص هذه الرحلة فيما يلي: انتقال لأبن شهيد، في رحلة خيالية إلى عالم الجن، حيث التقى بشيطان الشعراء والكتاب، ودارت بينهم مناظرات أدبية، خرج منها الكاتب المغامر، متفوقا على الجميع. وهذه الرسالة «الزوبعية»، إذا ما نحن طرحنا خيالها جانبا، قد نعدها خزينة وذخيرة، لموروث الأدبيات العربية الإسلامية، نثرا وشعرا. ونضيف بأن هذه النثريات الناضجة، هي من سيكون مستقبلا، من وراء ظهور الأدب الروائي «الدون كيشوطي»، في إسبانيا أولا، ثم في باقي أوروبا لاحقا.